# Unicodeblock Arabische Präsentationsformen-A
Der Unicodeblock Arabische Präsentationsformen-A (englisch Arabic Presentation Forms-A, U+FB50 bis U+FDFF) enthält kontextuelle Formen und Ligaturen von Buchstabenvarianten, die für das Persische, Urdu, Sindhi und in zentralasiatischen Sprachen verwendet werden. Weitere drei Arabisch-Blöcke sind Arabisch sowie Arabisch, Ergänzung und Arabische Präsentationsformen-B.

## Reservierte Codebereiche
Innerhalb des Unicodeblocks Arabische Präsentationsformen-A wurden ab Unicode 3.1 die 32 aufeinander folgenden Codes von U+FDD0 bis U+FDEF als sogenannte „Nichtzeichen“ (engl. „noncharacters“) definiert. Dies stellt sicher, dass sie auch in zukünftigen Unicode-Versionen nicht mit Unicode-Zeichen belegt werden können.
Diese können von Programmen für beliebige interne Zwecke benutzt werden, sollen jedoch nicht in externen Daten verwendet werden.

## Tabelle
| Unicodenummer  | Zeichen (400 %) | Kategorie                               | Bidirektionale Klasse     | Offizielle Bezeichnung                                                              | Beschreibung                                                                                    |
| -------------- | --------------- | --------------------------------------- | ------------------------- | ----------------------------------------------------------------------------------- | ----------------------------------------------------------------------------------------------- |
| U+FB50 (64336) | ﭐ               | anderer Buchstabe, Silbe oder Ideogramm | arabischer Buchstabe      | ARABIC LETTER ALEF WASLA ISOLATED FORM                                              | Arab. Buchstabe Alif Wasla isolierte Form                                                       |
| U+FB51 (64337) | ﭑ               | anderer Buchstabe, Silbe oder Ideogramm | arabischer Buchstabe      | ARABIC LETTER ALEF WASLA FINAL FORM                                                 | Arab. Buchstabe Alif Wasla Finalform                                                            |
| U+FB52 (64338) | ﭒ               | anderer Buchstabe, Silbe oder Ideogramm | arabischer Buchstabe      | ARABIC LETTER BEEH ISOLATED FORM                                                    | Arab. Buchstabe Beh isolierte Form                                                              |
| U+FB53 (64339) | ﭓ               | anderer Buchstabe, Silbe oder Ideogramm | arabischer Buchstabe      | ARABIC LETTER BEEH FINAL FORM                                                       | Arab. Buchstabe Beh Finalform                                                                   |
| U+FB54 (64340) | ﭔ               | anderer Buchstabe, Silbe oder Ideogramm | arabischer Buchstabe      | ARABIC LETTER BEEH INITIAL FORM                                                     | Arab. Buchstabe Beh Initialform                                                                 |
| U+FB55 (64341) | ﭕ               | anderer Buchstabe, Silbe oder Ideogramm | arabischer Buchstabe      | ARABIC LETTER BEEH MEDIAL FORM                                                      | Arab. Buchstabe Beh Medialform                                                                  |
| U+FB56 (64342) | ﭖ               | anderer Buchstabe, Silbe oder Ideogramm | arabischer Buchstabe      | ARABIC LETTER PEH ISOLATED FORM                                                     | Arab. Buchstabe Pe isolierte Form                                                               |
| U+FB57 (64343) | ﭗ               | anderer Buchstabe, Silbe oder Ideogramm | arabischer Buchstabe      | ARABIC LETTER PEH FINAL FORM                                                        | Arab. Buchstabe Pe Finalform                                                                    |
| U+FB58 (64344) | ﭘ               | anderer Buchstabe, Silbe oder Ideogramm | arabischer Buchstabe      | ARABIC LETTER PEH INITIAL FORM                                                      | Arab. Buchstabe Pe Initialform                                                                  |
| U+FB59 (64345) | ﭙ               | anderer Buchstabe, Silbe oder Ideogramm | arabischer Buchstabe      | ARABIC LETTER PEH MEDIAL FORM                                                       | Arab. Buchstabe Pe Medialform                                                                   |
| U+FB5A (64346) | ﭚ               | anderer Buchstabe, Silbe oder Ideogramm | arabischer Buchstabe      | ARABIC LETTER BEHEH ISOLATED FORM                                                   | Arab. Buchstabe Behe isolierte Form                                                             |
| U+FB5B (64347) | ﭛ               | anderer Buchstabe, Silbe oder Ideogramm | arabischer Buchstabe      | ARABIC LETTER BEHEH FINAL FORM                                                      | Arab. Buchstabe Behe Finalform                                                                  |
| U+FB5C (64348) | ﭜ               | anderer Buchstabe, Silbe oder Ideogramm | arabischer Buchstabe      | ARABIC LETTER BEHEH INITIAL FORM                                                    | Arab. Buchstabe Behe Initialform                                                                |
| U+FB5D (64349) | ﭝ               | anderer Buchstabe, Silbe oder Ideogramm | arabischer Buchstabe      | ARABIC LETTER BEHEH MEDIAL FORM                                                     | Arab. Buchstabe Behe Medialform                                                                 |
| U+FB5E (64350) | ﭞ               | anderer Buchstabe, Silbe oder Ideogramm | arabischer Buchstabe      | ARABIC LETTER TTEHEH ISOLATED FORM                                                  | Arab. Buchstabe Ttehe isolierte Form                                                            |
| U+FB5F (64351) | ﭟ               | anderer Buchstabe, Silbe oder Ideogramm | arabischer Buchstabe      | ARABIC LETTER TTEHEH FINAL FORM                                                     | Arab. Buchstabe Ttehe Finalform                                                                 |
| U+FB60 (64352) | ﭠ               | anderer Buchstabe, Silbe oder Ideogramm | arabischer Buchstabe      | ARABIC LETTER TTEHEH INITIAL FORM                                                   | Arab. Buchstabe Ttehe Initialform                                                               |
| U+FB61 (64353) | ﭡ               | anderer Buchstabe, Silbe oder Ideogramm | arabischer Buchstabe      | ARABIC LETTER TTEHEH MEDIAL FORM                                                    | Arab. Buchstabe Ttehe Medialform                                                                |
| U+FB62 (64354) | ﭢ               | anderer Buchstabe, Silbe oder Ideogramm | arabischer Buchstabe      | ARABIC LETTER TEHEH ISOLATED FORM                                                   | Arab. Buchstabe Tehe isolierte Form                                                             |
| U+FB63 (64355) | ﭣ               | anderer Buchstabe, Silbe oder Ideogramm | arabischer Buchstabe      | ARABIC LETTER TEHEH FINAL FORM                                                      | Arab. Buchstabe Tehe Finalform                                                                  |
| U+FB64 (64356) | ﭤ               | anderer Buchstabe, Silbe oder Ideogramm | arabischer Buchstabe      | ARABIC LETTER TEHEH INITIAL FORM                                                    | Arab. Buchstabe Tehe Initialform                                                                |
| U+FB65 (64357) | ﭥ               | anderer Buchstabe, Silbe oder Ideogramm | arabischer Buchstabe      | ARABIC LETTER TEHEH MEDIAL FORM                                                     | Arab. Buchstabe Tehe Medialform                                                                 |
| U+FB66 (64358) | ﭦ               | anderer Buchstabe, Silbe oder Ideogramm | arabischer Buchstabe      | ARABIC LETTER TTEH ISOLATED FORM                                                    | Arab. Buchstabe Te isolierte Form                                                               |
| U+FB67 (64359) | ﭧ               | anderer Buchstabe, Silbe oder Ideogramm | arabischer Buchstabe      | ARABIC LETTER TTEH FINAL FORM                                                       | Arab. Buchstabe Te Finalform                                                                    |
| U+FB68 (64360) | ﭨ               | anderer Buchstabe, Silbe oder Ideogramm | arabischer Buchstabe      | ARABIC LETTER TTEH INITIAL FORM                                                     | Arab. Buchstabe Te Initialform                                                                  |
| U+FB69 (64361) | ﭩ               | anderer Buchstabe, Silbe oder Ideogramm | arabischer Buchstabe      | ARABIC LETTER TTEH MEDIAL FORM                                                      | Arab. Buchstabe Te Medialform                                                                   |
| U+FB6A (64362) | ﭪ               | anderer Buchstabe, Silbe oder Ideogramm | arabischer Buchstabe      | ARABIC LETTER VEH ISOLATED FORM                                                     | Arab. Buchstabe Va isolierte Form                                                               |
| U+FB6B (64363) | ﭫ               | anderer Buchstabe, Silbe oder Ideogramm | arabischer Buchstabe      | ARABIC LETTER VEH FINAL FORM                                                        | Arab. Buchstabe Va Finalform                                                                    |
| U+FB6C (64364) | ﭬ               | anderer Buchstabe, Silbe oder Ideogramm | arabischer Buchstabe      | ARABIC LETTER VEH INITIAL FORM                                                      | Arab. Buchstabe Va Initialform                                                                  |
| U+FB6D (64365) | ﭭ               | anderer Buchstabe, Silbe oder Ideogramm | arabischer Buchstabe      | ARABIC LETTER VEH MEDIAL FORM                                                       | Arab. Buchstabe Va Medialform                                                                   |
| U+FB6E (64366) | ﭮ               | anderer Buchstabe, Silbe oder Ideogramm | arabischer Buchstabe      | ARABIC LETTER PEHEH ISOLATED FORM                                                   | Arab. Buchstabe Pehe isolierte Form                                                             |
| U+FB6F (64367) | ﭯ               | anderer Buchstabe, Silbe oder Ideogramm | arabischer Buchstabe      | ARABIC LETTER PEHEH FINAL FORM                                                      | Arab. Buchstabe Pehe Finalform                                                                  |
| U+FB70 (64368) | ﭰ               | anderer Buchstabe, Silbe oder Ideogramm | arabischer Buchstabe      | ARABIC LETTER PEHEH INITIAL FORM                                                    | Arab. Buchstabe Pehe Initialform                                                                |
| U+FB71 (64369) | ﭱ               | anderer Buchstabe, Silbe oder Ideogramm | arabischer Buchstabe      | ARABIC LETTER PEHEH MEDIAL FORM                                                     | Arab. Buchstabe Pehe Medialform                                                                 |
| U+FB72 (64370) | ﭲ               | anderer Buchstabe, Silbe oder Ideogramm | arabischer Buchstabe      | ARABIC LETTER DYEH ISOLATED FORM                                                    | Arab. Buchstabe Dja isolierte Form                                                              |
| U+FB73 (64371) | ﭳ               | anderer Buchstabe, Silbe oder Ideogramm | arabischer Buchstabe      | ARABIC LETTER DYEH FINAL FORM                                                       | Arab. Buchstabe Dja Finalform                                                                   |
| U+FB74 (64372) | ﭴ               | anderer Buchstabe, Silbe oder Ideogramm | arabischer Buchstabe      | ARABIC LETTER DYEH INITIAL FORM                                                     | Arab. Buchstabe Dja Initialform                                                                 |
| U+FB75 (64373) | ﭵ               | anderer Buchstabe, Silbe oder Ideogramm | arabischer Buchstabe      | ARABIC LETTER DYEH MEDIAL FORM                                                      | Arab. Buchstabe Dja Medialform                                                                  |
| U+FB76 (64374) | ﭶ               | anderer Buchstabe, Silbe oder Ideogramm | arabischer Buchstabe      | ARABIC LETTER NYEH ISOLATED FORM                                                    | Arab. Buchstabe Nja isolierte Form                                                              |
| U+FB77 (64375) | ﭷ               | anderer Buchstabe, Silbe oder Ideogramm | arabischer Buchstabe      | ARABIC LETTER NYEH FINAL FORM                                                       | Arab. Buchstabe Nja Finalform                                                                   |
| U+FB78 (64376) | ﭸ               | anderer Buchstabe, Silbe oder Ideogramm | arabischer Buchstabe      | ARABIC LETTER NYEH INITIAL FORM                                                     | Arab. Buchstabe Nja Initialform                                                                 |
| U+FB79 (64377) | ﭹ               | anderer Buchstabe, Silbe oder Ideogramm | arabischer Buchstabe      | ARABIC LETTER NYEH MEDIAL FORM                                                      | Arab. Buchstabe Nja Medialform                                                                  |
| U+FB7A (64378) | ﭺ               | anderer Buchstabe, Silbe oder Ideogramm | arabischer Buchstabe      | ARABIC LETTER TCHEH ISOLATED FORM                                                   | Arab. Buchstabe Tsche isolierte Form                                                            |
| U+FB7B (64379) | ﭻ               | anderer Buchstabe, Silbe oder Ideogramm | arabischer Buchstabe      | ARABIC LETTER TCHEH FINAL FORM                                                      | Arab. Buchstabe Tsche Finalform                                                                 |
| U+FB7C (64380) | ﭼ               | anderer Buchstabe, Silbe oder Ideogramm | arabischer Buchstabe      | ARABIC LETTER TCHEH INITIAL FORM                                                    | Arab. Buchstabe Tsche Initialform                                                               |
| U+FB7D (64381) | ﭽ               | anderer Buchstabe, Silbe oder Ideogramm | arabischer Buchstabe      | ARABIC LETTER TCHEH MEDIAL FORM                                                     | Arab. Buchstabe Tsche Medialform                                                                |
| U+FB7E (64382) | ﭾ               | anderer Buchstabe, Silbe oder Ideogramm | arabischer Buchstabe      | ARABIC LETTER TCHEHEH ISOLATED FORM                                                 | Arab. Buchstabe Tschehe isolierte Form                                                          |
| U+FB7F (64383) | ﭿ               | anderer Buchstabe, Silbe oder Ideogramm | arabischer Buchstabe      | ARABIC LETTER TCHEHEH FINAL FORM                                                    | Arab. Buchstabe Tschehe Finalform                                                               |
| U+FB80 (64384) | ﮀ               | anderer Buchstabe, Silbe oder Ideogramm | arabischer Buchstabe      | ARABIC LETTER TCHEHEH INITIAL FORM                                                  | Arab. Buchstabe Tschehe Initialform                                                             |
| U+FB81 (64385) | ﮁ               | anderer Buchstabe, Silbe oder Ideogramm | arabischer Buchstabe      | ARABIC LETTER TCHEHEH MEDIAL FORM                                                   | Arab. Buchstabe Tschehe Medialform                                                              |
| U+FB82 (64386) | ﮂ               | anderer Buchstabe, Silbe oder Ideogramm | arabischer Buchstabe      | ARABIC LETTER DDAHAL ISOLATED FORM                                                  | Arab. Buchstabe Ddahal isolierte Form                                                           |
| U+FB83 (64387) | ﮃ               | anderer Buchstabe, Silbe oder Ideogramm | arabischer Buchstabe      | ARABIC LETTER DDAHAL FINAL FORM                                                     | Arab. Buchstabe Ddahal Finalform                                                                |
| U+FB84 (64388) | ﮄ               | anderer Buchstabe, Silbe oder Ideogramm | arabischer Buchstabe      | ARABIC LETTER DAHAL ISOLATED FORM                                                   | Arab. Buchstabe Dahal isolierte Form                                                            |
| U+FB85 (64389) | ﮅ               | anderer Buchstabe, Silbe oder Ideogramm | arabischer Buchstabe      | ARABIC LETTER DAHAL FINAL FORM                                                      | Arab. Buchstabe Dahal Finalform                                                                 |
| U+FB86 (64390) | ﮆ               | anderer Buchstabe, Silbe oder Ideogramm | arabischer Buchstabe      | ARABIC LETTER DUL ISOLATED FORM                                                     | Arab. Buchstabe Dul isolierte Form                                                              |
| U+FB87 (64391) | ﮇ               | anderer Buchstabe, Silbe oder Ideogramm | arabischer Buchstabe      | ARABIC LETTER DUL FINAL FORM                                                        | Arab. Buchstabe Dul Finalform                                                                   |
| U+FB88 (64392) | ﮈ               | anderer Buchstabe, Silbe oder Ideogramm | arabischer Buchstabe      | ARABIC LETTER DDAL ISOLATED FORM                                                    | Arab. Buchstabe Ddal isolierte Form                                                             |
| U+FB89 (64393) | ﮉ               | anderer Buchstabe, Silbe oder Ideogramm | arabischer Buchstabe      | ARABIC LETTER DDAL FINAL FORM                                                       | Arab. Buchstabe Ddal Finalform                                                                  |
| U+FB8A (64394) | ﮊ               | anderer Buchstabe, Silbe oder Ideogramm | arabischer Buchstabe      | ARABIC LETTER JEH ISOLATED FORM                                                     | Arab. Buchstabe Ja isolierte Form                                                               |
| U+FB8B (64395) | ﮋ               | anderer Buchstabe, Silbe oder Ideogramm | arabischer Buchstabe      | ARABIC LETTER JEH FINAL FORM                                                        | Arab. Buchstabe Ja Finalform                                                                    |
| U+FB8C (64396) | ﮌ               | anderer Buchstabe, Silbe oder Ideogramm | arabischer Buchstabe      | ARABIC LETTER RREH ISOLATED FORM                                                    | Arab. Buchstabe Rra isolierte Form                                                              |
| U+FB8D (64397) | ﮍ               | anderer Buchstabe, Silbe oder Ideogramm | arabischer Buchstabe      | ARABIC LETTER RREH FINAL FORM                                                       | Arab. Buchstabe Rra Finalform                                                                   |
| U+FB8E (64398) | ﮎ               | anderer Buchstabe, Silbe oder Ideogramm | arabischer Buchstabe      | ARABIC LETTER KEHEH ISOLATED FORM                                                   | Arab. Buchstabe Kehe isolierte Form                                                             |
| U+FB8F (64399) | ﮏ               | anderer Buchstabe, Silbe oder Ideogramm | arabischer Buchstabe      | ARABIC LETTER KEHEH FINAL FORM                                                      | Arab. Buchstabe Kehe Finalform                                                                  |
| U+FB90 (64400) | ﮐ               | anderer Buchstabe, Silbe oder Ideogramm | arabischer Buchstabe      | ARABIC LETTER KEHEH INITIAL FORM                                                    | Arab. Buchstabe Kehe Initialform                                                                |
| U+FB91 (64401) | ﮑ               | anderer Buchstabe, Silbe oder Ideogramm | arabischer Buchstabe      | ARABIC LETTER KEHEH MEDIAL FORM                                                     | Arab. Buchstabe Kehe Medialform                                                                 |
| U+FB92 (64402) | ﮒ               | anderer Buchstabe, Silbe oder Ideogramm | arabischer Buchstabe      | ARABIC LETTER GAF ISOLATED FORM                                                     | Arab. Buchstabe Gaf isolierte Form                                                              |
| U+FB93 (64403) | ﮓ               | anderer Buchstabe, Silbe oder Ideogramm | arabischer Buchstabe      | ARABIC LETTER GAF FINAL FORM                                                        | Arab. Buchstabe Gaf Finalform                                                                   |
| U+FB94 (64404) | ﮔ               | anderer Buchstabe, Silbe oder Ideogramm | arabischer Buchstabe      | ARABIC LETTER GAF INITIAL FORM                                                      | Arab. Buchstabe Gaf Initialform                                                                 |
| U+FB95 (64405) | ﮕ               | anderer Buchstabe, Silbe oder Ideogramm | arabischer Buchstabe      | ARABIC LETTER GAF MEDIAL FORM                                                       | Arab. Buchstabe Gaf Medialform                                                                  |
| U+FB96 (64406) | ﮖ               | anderer Buchstabe, Silbe oder Ideogramm | arabischer Buchstabe      | ARABIC LETTER GUEH ISOLATED FORM                                                    | Arab. Buchstabe Gge isolierte Form                                                              |
| U+FB97 (64407) | ﮗ               | anderer Buchstabe, Silbe oder Ideogramm | arabischer Buchstabe      | ARABIC LETTER GUEH FINAL FORM                                                       | Arab. Buchstabe Gge Finalform                                                                   |
| U+FB98 (64408) | ﮘ               | anderer Buchstabe, Silbe oder Ideogramm | arabischer Buchstabe      | ARABIC LETTER GUEH INITIAL FORM                                                     | Arab. Buchstabe Gge Initialform                                                                 |
| U+FB99 (64409) | ﮙ               | anderer Buchstabe, Silbe oder Ideogramm | arabischer Buchstabe      | ARABIC LETTER GUEH MEDIAL FORM                                                      | Arab. Buchstabe Gge Medialform                                                                  |
| U+FB9A (64410) | ﮚ               | anderer Buchstabe, Silbe oder Ideogramm | arabischer Buchstabe      | ARABIC LETTER NGOEH ISOLATED FORM                                                   | Arab. Buchstabe Nge isolierte Form                                                              |
| U+FB9B (64411) | ﮛ               | anderer Buchstabe, Silbe oder Ideogramm | arabischer Buchstabe      | ARABIC LETTER NGOEH FINAL FORM                                                      | Arab. Buchstabe Nge Finalform                                                                   |
| U+FB9C (64412) | ﮜ               | anderer Buchstabe, Silbe oder Ideogramm | arabischer Buchstabe      | ARABIC LETTER NGOEH INITIAL FORM                                                    | Arab. Buchstabe Nge Initialform                                                                 |
| U+FB9D (64413) | ﮝ               | anderer Buchstabe, Silbe oder Ideogramm | arabischer Buchstabe      | ARABIC LETTER NGOEH MEDIAL FORM                                                     | Arab. Buchstabe Nge Medialform                                                                  |
| U+FB9E (64414) | ﮞ               | anderer Buchstabe, Silbe oder Ideogramm | arabischer Buchstabe      | ARABIC LETTER NOON GHUNNA ISOLATED FORM                                             | Arab. Buchstabe Nun ghunna isolierte Form                                                       |
| U+FB9F (64415) | ﮟ               | anderer Buchstabe, Silbe oder Ideogramm | arabischer Buchstabe      | ARABIC LETTER NOON GHUNNA FINAL FORM                                                | Arab. Buchstabe Nun ghunna Finalform                                                            |
| U+FBA0 (64416) | ﮠ               | anderer Buchstabe, Silbe oder Ideogramm | arabischer Buchstabe      | ARABIC LETTER RNOON ISOLATED FORM                                                   | Arab. Buchstabe Njun isolierte Form                                                             |
| U+FBA1 (64417) | ﮡ               | anderer Buchstabe, Silbe oder Ideogramm | arabischer Buchstabe      | ARABIC LETTER RNOON FINAL FORM                                                      | Arab. Buchstabe Njun Finalform                                                                  |
| U+FBA2 (64418) | ﮢ               | anderer Buchstabe, Silbe oder Ideogramm | arabischer Buchstabe      | ARABIC LETTER RNOON INITIAL FORM                                                    | Arab. Buchstabe Njun Initialform                                                                |
| U+FBA3 (64419) | ﮣ               | anderer Buchstabe, Silbe oder Ideogramm | arabischer Buchstabe      | ARABIC LETTER RNOON MEDIAL FORM                                                     | Arab. Buchstabe Njun Medialform                                                                 |
| U+FBA4 (64420) | ﮤ               | anderer Buchstabe, Silbe oder Ideogramm | arabischer Buchstabe      | ARABIC LETTER HEH WITH YEH ABOVE ISOLATED FORM                                      | Arab. Buchstabe Ha mit übergesetztem Ya isolierte Form                                          |
| U+FBA5 (64421) | ﮥ               | anderer Buchstabe, Silbe oder Ideogramm | arabischer Buchstabe      | ARABIC LETTER HEH WITH YEH ABOVE FINAL FORM                                         | Arab. Buchstabe Ha mit übergesetztem Ya Finalform                                               |
| U+FBA6 (64422) | ﮦ               | anderer Buchstabe, Silbe oder Ideogramm | arabischer Buchstabe      | ARABIC LETTER HEH GOAL ISOLATED FORM                                                | Arab. Buchstabe                                                                                 |
| U+FBA7 (64423) | ﮧ               | anderer Buchstabe, Silbe oder Ideogramm | arabischer Buchstabe      | ARABIC LETTER HEH GOAL FINAL FORM                                                   | Arab. Buchstabe                                                                                 |
| U+FBA8 (64424) | ﮨ               | anderer Buchstabe, Silbe oder Ideogramm | arabischer Buchstabe      | ARABIC LETTER HEH GOAL INITIAL FORM                                                 | Arab. Buchstabe                                                                                 |
| U+FBA9 (64425) | ﮩ               | anderer Buchstabe, Silbe oder Ideogramm | arabischer Buchstabe      | ARABIC LETTER HEH GOAL MEDIAL FORM                                                  | Arab. Buchstabe                                                                                 |
| U+FBAA (64426) | ﮪ               | anderer Buchstabe, Silbe oder Ideogramm | arabischer Buchstabe      | ARABIC LETTER HEH DOACHASHMEE ISOLATED FORM                                         | Arab. Buchstabe Do caschmi he isolierte Form                                                    |
| U+FBAB (64427) | ﮫ               | anderer Buchstabe, Silbe oder Ideogramm | arabischer Buchstabe      | ARABIC LETTER HEH DOACHASHMEE FINAL FORM                                            | Arab. Buchstabe Do caschmi he Finalform                                                         |
| U+FBAC (64428) | ﮬ               | anderer Buchstabe, Silbe oder Ideogramm | arabischer Buchstabe      | ARABIC LETTER HEH DOACHASHMEE INITIAL FORM                                          | Arab. Buchstabe Do caschmi he Initialform                                                       |
| U+FBAD (64429) | ﮭ               | anderer Buchstabe, Silbe oder Ideogramm | arabischer Buchstabe      | ARABIC LETTER HEH DOACHASHMEE MEDIAL FORM                                           | Arab. Buchstabe Do caschmi he Medialform                                                        |
| U+FBAE (64430) | ﮮ               | anderer Buchstabe, Silbe oder Ideogramm | arabischer Buchstabe      | ARABIC LETTER YEH BARREE ISOLATED FORM                                              | Arab. Buchstabe Bari ye isolierte Form                                                          |
| U+FBAF (64431) | ﮯ               | anderer Buchstabe, Silbe oder Ideogramm | arabischer Buchstabe      | ARABIC LETTER YEH BARREE FINAL FORM                                                 | Arab. Buchstabe Bari ye Finalform                                                               |
| U+FBB0 (64432) | ﮰ               | anderer Buchstabe, Silbe oder Ideogramm | arabischer Buchstabe      | ARABIC LETTER YEH BARREE WITH HAMZA ABOVE ISOLATED FORM                             | Arab. Buchstabe Bari ye mit übergesetztem Hamza isolierte Form                                  |
| U+FBB1 (64433) | ﮱ               | anderer Buchstabe, Silbe oder Ideogramm | arabischer Buchstabe      | ARABIC LETTER YEH BARREE WITH HAMZA ABOVE FINAL FORM                                | Arab. Buchstabe Bari ye mit übergesetztem Hamza Finalform                                       |
| U+FBB2 (64434) | ﮲               | modifizierendes Symbol                  | arabischer Buchstabe      | ARABIC SYMBOL DOT ABOVE                                                             | Arabisches Symbol Punkt oben                                                                    |
| U+FBB3 (64435) | ﮳               | modifizierendes Symbol                  | arabischer Buchstabe      | ARABIC SYMBOL DOT BELOW                                                             | Arabisches Symbol Punkt unten                                                                   |
| U+FBB4 (64436) | ﮴               | modifizierendes Symbol                  | arabischer Buchstabe      | ARABIC SYMBOL TWO DOTS ABOVE                                                        | Arabisches Symbol zwei Punkte oben                                                              |
| U+FBB5 (64437) | ﮵               | modifizierendes Symbol                  | arabischer Buchstabe      | ARABIC SYMBOL TWO DOTS BELOW                                                        | Arabisches Symbol zwei Punkte unten                                                             |
| U+FBB6 (64438) | ﮶               | modifizierendes Symbol                  | arabischer Buchstabe      | ARABIC SYMBOL THREE DOTS ABOVE                                                      | Arabisches Symbol drei Punkte oben                                                              |
| U+FBB7 (64439) | ﮷               | modifizierendes Symbol                  | arabischer Buchstabe      | ARABIC SYMBOL THREE DOTS BELOW                                                      | Arabisches Symbol drei Punkte unten                                                             |
| U+FBB8 (64440) | ﮸               | modifizierendes Symbol                  | arabischer Buchstabe      | ARABIC SYMBOL THREE DOTS POINTING DOWNWARDS ABOVE                                   | Arabisches Symbol drei Punkte nach unten zeigend oben                                           |
| U+FBB9 (64441) | ﮹               | modifizierendes Symbol                  | arabischer Buchstabe      | ARABIC SYMBOL THREE DOTS POINTING DOWNWARDS BELOW                                   | Arabisches Symbol drei Punkte nach unten zeigend unten                                          |
| U+FBBA (64442) | ﮺               | modifizierendes Symbol                  | arabischer Buchstabe      | ARABIC SYMBOL FOUR DOTS ABOVE                                                       | Arabisches Symbol vier Punkte oben                                                              |
| U+FBBB (64443) | ﮻               | modifizierendes Symbol                  | arabischer Buchstabe      | ARABIC SYMBOL FOUR DOTS BELOW                                                       | Arabisches Symbol vier Punkte unten                                                             |
| U+FBBC (64444) | ﮼               | modifizierendes Symbol                  | arabischer Buchstabe      | ARABIC SYMBOL DOUBLE VERTICAL BAR BELOW                                             | Arabisches Symbol doppelter Balken unten                                                        |
| U+FBBD (64445) | ﮽               | modifizierendes Symbol                  | arabischer Buchstabe      | ARABIC SYMBOL TWO DOTS VERTICALLY ABOVE                                             | Arabisches Symbol zwei vertikale Punkte oben                                                    |
| U+FBBE (64446) | ﮾               | modifizierendes Symbol                  | arabischer Buchstabe      | ARABIC SYMBOL TWO DOTS VERTICALLY BELOW                                             | Arabisches Symbol zwei vertikale Punkte unten                                                   |
| U+FBBF (64447) | ﮿               | modifizierendes Symbol                  | arabischer Buchstabe      | ARABIC SYMBOL RING                                                                  | Arabisches Symbol Ring                                                                          |
| U+FBC0 (64448) | ﯀               | modifizierendes Symbol                  | arabischer Buchstabe      | ARABIC SYMBOL SMALL TAH ABOVE                                                       | Arabisches Symbol kleines Ta oben                                                               |
| U+FBC1 (64449) | ﯁               | modifizierendes Symbol                  | arabischer Buchstabe      | ARABIC SYMBOL SMALL TAH BELOW                                                       | Arabisches Symbol kleines Ta unten                                                              |
| U+FBD3 (64467) | ﯓ               | anderer Buchstabe, Silbe oder Ideogramm | arabischer Buchstabe      | ARABIC LETTER NG ISOLATED FORM                                                      | Arab. Buchstabe Ng isolierte Form                                                               |
| U+FBD4 (64468) | ﯔ               | anderer Buchstabe, Silbe oder Ideogramm | arabischer Buchstabe      | ARABIC LETTER NG FINAL FORM                                                         | Arab. Buchstabe Ng Finalform                                                                    |
| U+FBD5 (64469) | ﯕ               | anderer Buchstabe, Silbe oder Ideogramm | arabischer Buchstabe      | ARABIC LETTER NG INITIAL FORM                                                       | Arab. Buchstabe Ng Initialform                                                                  |
| U+FBD6 (64470) | ﯖ               | anderer Buchstabe, Silbe oder Ideogramm | arabischer Buchstabe      | ARABIC LETTER NG MEDIAL FORM                                                        | Arab. Buchstabe Ng Medialform                                                                   |
| U+FBD7 (64471) | ﯗ               | anderer Buchstabe, Silbe oder Ideogramm | arabischer Buchstabe      | ARABIC LETTER U ISOLATED FORM                                                       | Arab. Buchstabe U isolierte Form                                                                |
| U+FBD8 (64472) | ﯘ               | anderer Buchstabe, Silbe oder Ideogramm | arabischer Buchstabe      | ARABIC LETTER U FINAL FORM                                                          | Arab. Buchstabe U Finalform                                                                     |
| U+FBD9 (64473) | ﯙ               | anderer Buchstabe, Silbe oder Ideogramm | arabischer Buchstabe      | ARABIC LETTER OE ISOLATED FORM                                                      | Arab. Buchstabe Ö isolierte Form                                                                |
| U+FBDA (64474) | ﯚ               | anderer Buchstabe, Silbe oder Ideogramm | arabischer Buchstabe      | ARABIC LETTER OE FINAL FORM                                                         | Arab. Buchstabe Ö Finalform                                                                     |
| U+FBDB (64475) | ﯛ               | anderer Buchstabe, Silbe oder Ideogramm | arabischer Buchstabe      | ARABIC LETTER YU ISOLATED FORM                                                      | Arab. Buchstabe Yu isolierte Form                                                               |
| U+FBDC (64476) | ﯜ               | anderer Buchstabe, Silbe oder Ideogramm | arabischer Buchstabe      | ARABIC LETTER YU FINAL FORM                                                         | Arab. Buchstabe Yu Finalform                                                                    |
| U+FBDD (64477) | ﯝ               | anderer Buchstabe, Silbe oder Ideogramm | arabischer Buchstabe      | ARABIC LETTER U WITH HAMZA ABOVE ISOLATED FORM                                      | Arab. Buchstabe U mit übergesetztem Hamza isolierte Form                                        |
| U+FBDE (64478) | ﯞ               | anderer Buchstabe, Silbe oder Ideogramm | arabischer Buchstabe      | ARABIC LETTER VE ISOLATED FORM                                                      | Arab. Buchstabe Va isolierte Form                                                               |
| U+FBDF (64479) | ﯟ               | anderer Buchstabe, Silbe oder Ideogramm | arabischer Buchstabe      | ARABIC LETTER VE FINAL FORM                                                         | Arab. Buchstabe Va Finalform                                                                    |
| U+FBE0 (64480) | ﯠ               | anderer Buchstabe, Silbe oder Ideogramm | arabischer Buchstabe      | ARABIC LETTER KIRGHIZ OE ISOLATED FORM                                              | Arab. Buchstabe kirgisisches Ö isolierte Form                                                   |
| U+FBE1 (64481) | ﯡ               | anderer Buchstabe, Silbe oder Ideogramm | arabischer Buchstabe      | ARABIC LETTER KIRGHIZ OE FINAL FORM                                                 | Arab. Buchstabe kirgisisches Ö Finalform                                                        |
| U+FBE2 (64482) | ﯢ               | anderer Buchstabe, Silbe oder Ideogramm | arabischer Buchstabe      | ARABIC LETTER KIRGHIZ YU ISOLATED FORM                                              | Arab. Buchstabe kirgisisches Yu isolierte Form                                                  |
| U+FBE3 (64483) | ﯣ               | anderer Buchstabe, Silbe oder Ideogramm | arabischer Buchstabe      | ARABIC LETTER KIRGHIZ YU FINAL FORM                                                 | Arab. Buchstabe kirgisisches Yu Finalform                                                       |
| U+FBE4 (64484) | ﯤ               | anderer Buchstabe, Silbe oder Ideogramm | arabischer Buchstabe      | ARABIC LETTER E ISOLATED FORM                                                       | Arab. Buchstabe E isolierte Form                                                                |
| U+FBE5 (64485) | ﯥ               | anderer Buchstabe, Silbe oder Ideogramm | arabischer Buchstabe      | ARABIC LETTER E FINAL FORM                                                          | Arab. Buchstabe E Finalform                                                                     |
| U+FBE6 (64486) | ﯦ               | anderer Buchstabe, Silbe oder Ideogramm | arabischer Buchstabe      | ARABIC LETTER E INITIAL FORM                                                        | Arab. Buchstabe E Initialform                                                                   |
| U+FBE7 (64487) | ﯧ               | anderer Buchstabe, Silbe oder Ideogramm | arabischer Buchstabe      | ARABIC LETTER E MEDIAL FORM                                                         | Arab. Buchstabe E Medialform                                                                    |
| U+FBE8 (64488) | ﯨ               | anderer Buchstabe, Silbe oder Ideogramm | arabischer Buchstabe      | ARABIC LETTER UIGHUR KAZAKH KIRGHIZ ALEF MAKSURA INITIAL FORM                       | Arab. Buchstabe ?                                                                               |
| U+FBE9 (64489) | ﯩ               | anderer Buchstabe, Silbe oder Ideogramm | arabischer Buchstabe      | ARABIC LETTER UIGHUR KAZAKH KIRGHIZ ALEF MAKSURA MEDIAL FORM                        | Arab. Buchstabe ?                                                                               |
| U+FBEA (64490) | ﯪ               | anderer Buchstabe, Silbe oder Ideogramm | arabischer Buchstabe      | ARABIC LIGATURE YEH WITH HAMZA ABOVE WITH ALEF ISOLATED FORM                        | Arab. Lig. Ya mit übergesetztem Hamza und Alif isolierte Form                                   |
| U+FBEB (64491) | ﯫ               | anderer Buchstabe, Silbe oder Ideogramm | arabischer Buchstabe      | ARABIC LIGATURE YEH WITH HAMZA ABOVE WITH ALEF FINAL FORM                           | Arab. Lig. Ya mit übergesetztem Hamza und Alif Finalform                                        |
| U+FBEC (64492) | ﯬ               | anderer Buchstabe, Silbe oder Ideogramm | arabischer Buchstabe      | ARABIC LIGATURE YEH WITH HAMZA ABOVE WITH AE ISOLATED FORM                          | Arab. Lig. Ya mit übergesetztem Hamza und Ä isolierte Form                                      |
| U+FBED (64493) | ﯭ               | anderer Buchstabe, Silbe oder Ideogramm | arabischer Buchstabe      | ARABIC LIGATURE YEH WITH HAMZA ABOVE WITH AE FINAL FORM                             | Arab. Lig. Ya mit übergesetztem Hamza und Ä Finalform                                           |
| U+FBEE (64494) | ﯮ               | anderer Buchstabe, Silbe oder Ideogramm | arabischer Buchstabe      | ARABIC LIGATURE YEH WITH HAMZA ABOVE WITH WAW ISOLATED FORM                         | Arab. Lig. Ya mit übergesetztem Hamza und Waw isolierte Form                                    |
| U+FBEF (64495) | ﯯ               | anderer Buchstabe, Silbe oder Ideogramm | arabischer Buchstabe      | ARABIC LIGATURE YEH WITH HAMZA ABOVE WITH WAW FINAL FORM                            | Arab. Lig. Ya mit übergesetztem Hamza und Waw Finalform                                         |
| U+FBF0 (64496) | ﯰ               | anderer Buchstabe, Silbe oder Ideogramm | arabischer Buchstabe      | ARABIC LIGATURE YEH WITH HAMZA ABOVE WITH U ISOLATED FORM                           | Arab. Lig. Ya mit übergesetztem Hamza und U isolierte Form                                      |
| U+FBF1 (64497) | ﯱ               | anderer Buchstabe, Silbe oder Ideogramm | arabischer Buchstabe      | ARABIC LIGATURE YEH WITH HAMZA ABOVE WITH U FINAL FORM                              | Arab. Lig. Ya mit übergesetztem Hamza und U Finalform                                           |
| U+FBF2 (64498) | ﯲ               | anderer Buchstabe, Silbe oder Ideogramm | arabischer Buchstabe      | ARABIC LIGATURE YEH WITH HAMZA ABOVE WITH OE ISOLATED FORM                          | Arab. Lig. Ya mit übergesetztem Hamza und Ö isolierte Form                                      |
| U+FBF3 (64499) | ﯳ               | anderer Buchstabe, Silbe oder Ideogramm | arabischer Buchstabe      | ARABIC LIGATURE YEH WITH HAMZA ABOVE WITH OE FINAL FORM                             | Arab. Lig. Ya mit übergesetztem Hamza und Ö Finalform                                           |
| U+FBF4 (64500) | ﯴ               | anderer Buchstabe, Silbe oder Ideogramm | arabischer Buchstabe      | ARABIC LIGATURE YEH WITH HAMZA ABOVE WITH YU ISOLATED FORM                          | Arab. Lig. Ya mit übergesetztem Hamza und Yu isolierte Form                                     |
| U+FBF5 (64501) | ﯵ               | anderer Buchstabe, Silbe oder Ideogramm | arabischer Buchstabe      | ARABIC LIGATURE YEH WITH HAMZA ABOVE WITH YU FINAL FORM                             | Arab. Lig. Ya mit übergesetztem Hamza und Yu Finalform                                          |
| U+FBF6 (64502) | ﯶ               | anderer Buchstabe, Silbe oder Ideogramm | arabischer Buchstabe      | ARABIC LIGATURE YEH WITH HAMZA ABOVE WITH E ISOLATED FORM                           | Arab. Lig. Ya mit übergesetztem Hamza und E isolierte Form                                      |
| U+FBF7 (64503) | ﯷ               | anderer Buchstabe, Silbe oder Ideogramm | arabischer Buchstabe      | ARABIC LIGATURE YEH WITH HAMZA ABOVE WITH E FINAL FORM                              | Arab. Lig. Ya mit übergesetztem Hamza und E Finalform                                           |
| U+FBF8 (64504) | ﯸ               | anderer Buchstabe, Silbe oder Ideogramm | arabischer Buchstabe      | ARABIC LIGATURE YEH WITH HAMZA ABOVE WITH E INITIAL FORM                            | Arab. Lig. Ya mit übergesetztem Hamza und E Initialform                                         |
| U+FBF9 (64505) | ﯹ               | anderer Buchstabe, Silbe oder Ideogramm | arabischer Buchstabe      | ARABIC LIGATURE UIGHUR KIRGHIZ YEH WITH HAMZA ABOVE WITH ALEF MAKSURA ISOLATED FORM | Arab. Lig. uigurisch-kirgisisches Ya mit übergesetztem Hamza und Alif maqsura isolierte Form    |
| U+FBFA (64506) | ﯺ               | anderer Buchstabe, Silbe oder Ideogramm | arabischer Buchstabe      | ARABIC LIGATURE UIGHUR KIRGHIZ YEH WITH HAMZA ABOVE WITH ALEF MAKSURA FINAL FORM    | Arab. Lig. uigurisch-kirgisisches Ya mit übergesetztem Hamza und Alif maqsura Finalform         |
| U+FBFB (64507) | ﯻ               | anderer Buchstabe, Silbe oder Ideogramm | arabischer Buchstabe      | ARABIC LIGATURE UIGHUR KIRGHIZ YEH WITH HAMZA ABOVE WITH ALEF MAKSURA INITIAL FORM  | Arab. Lig. uigurisch-kirgisisches Ya mit übergesetztem Hamza und Alif maqsura Initialform       |
| U+FBFC (64508) | ﯼ               | anderer Buchstabe, Silbe oder Ideogramm | arabischer Buchstabe      | ARABIC LETTER FARSI YEH ISOLATED FORM                                               | Arab. Buchstabe Farsi-Ya isolierte Form                                                         |
| U+FBFD (64509) | ﯽ               | anderer Buchstabe, Silbe oder Ideogramm | arabischer Buchstabe      | ARABIC LETTER FARSI YEH FINAL FORM                                                  | Arab. Buchstabe Farsi-Ya Finalform                                                              |
| U+FBFE (64510) | ﯾ               | anderer Buchstabe, Silbe oder Ideogramm | arabischer Buchstabe      | ARABIC LETTER FARSI YEH INITIAL FORM                                                | Arab. Buchstabe Farsi-Ya Initialform                                                            |
| U+FBFF (64511) | ﯿ               | anderer Buchstabe, Silbe oder Ideogramm | arabischer Buchstabe      | ARABIC LETTER FARSI YEH MEDIAL FORM                                                 | Arab. Buchstabe Farsi-Ya Medialform                                                             |
| U+FC00 (64512) | ﰀ               | anderer Buchstabe, Silbe oder Ideogramm | arabischer Buchstabe      | ARABIC LIGATURE YEH WITH HAMZA ABOVE WITH JEEM ISOLATED FORM                        | Arab. Lig. Ya mit übergesetztem Hamza und Dschim isolierte Form                                 |
| U+FC01 (64513) | ﰁ               | anderer Buchstabe, Silbe oder Ideogramm | arabischer Buchstabe      | ARABIC LIGATURE YEH WITH HAMZA ABOVE WITH HAH ISOLATED FORM                         | Arab. Lig. Ya mit übergesetztem Hamza und Ha isolierte Form                                     |
| U+FC02 (64514) | ﰂ               | anderer Buchstabe, Silbe oder Ideogramm | arabischer Buchstabe      | ARABIC LIGATURE YEH WITH HAMZA ABOVE WITH MEEM ISOLATED FORM                        | Arab. Lig. Ya mit übergesetztem Hamza und Mim isolierte Form                                    |
| U+FC03 (64515) | ﰃ               | anderer Buchstabe, Silbe oder Ideogramm | arabischer Buchstabe      | ARABIC LIGATURE YEH WITH HAMZA ABOVE WITH ALEF MAKSURA ISOLATED FORM                | Arab. Lig. Ya mit übergesetztem Hamza und Alif maqsura isolierte Form                           |
| U+FC04 (64516) | ﰄ               | anderer Buchstabe, Silbe oder Ideogramm | arabischer Buchstabe      | ARABIC LIGATURE YEH WITH HAMZA ABOVE WITH YEH ISOLATED FORM                         | Arab. Lig. Ya mit übergesetztem Hamza und Ya isolierte Form                                     |
| U+FC05 (64517) | ﰅ               | anderer Buchstabe, Silbe oder Ideogramm | arabischer Buchstabe      | ARABIC LIGATURE BEH WITH JEEM ISOLATED FORM                                         | Arab. Lig. Ba und Dschim isolierte Form                                                         |
| U+FC06 (64518) | ﰆ               | anderer Buchstabe, Silbe oder Ideogramm | arabischer Buchstabe      | ARABIC LIGATURE BEH WITH HAH ISOLATED FORM                                          | Arab. Lig. Ba und Ha isolierte Form                                                             |
| U+FC07 (64519) | ﰇ               | anderer Buchstabe, Silbe oder Ideogramm | arabischer Buchstabe      | ARABIC LIGATURE BEH WITH KHAH ISOLATED FORM                                         | Arab. Lig. Ba und Cha isolierte Form                                                            |
| U+FC08 (64520) | ﰈ               | anderer Buchstabe, Silbe oder Ideogramm | arabischer Buchstabe      | ARABIC LIGATURE BEH WITH MEEM ISOLATED FORM                                         | Arab. Lig. Ba und Mim isolierte Form                                                            |
| U+FC09 (64521) | ﰉ               | anderer Buchstabe, Silbe oder Ideogramm | arabischer Buchstabe      | ARABIC LIGATURE BEH WITH ALEF MAKSURA ISOLATED FORM                                 | Arab. Lig. Ba und Alif maqsura isolierte Form                                                   |
| U+FC0A (64522) | ﰊ               | anderer Buchstabe, Silbe oder Ideogramm | arabischer Buchstabe      | ARABIC LIGATURE BEH WITH YEH ISOLATED FORM                                          | Arab. Lig. Ba und Ya isolierte Form                                                             |
| U+FC0B (64523) | ﰋ               | anderer Buchstabe, Silbe oder Ideogramm | arabischer Buchstabe      | ARABIC LIGATURE TEH WITH JEEM ISOLATED FORM                                         | Arab. Lig. Ta und Dschim isolierte Form                                                         |
| U+FC0C (64524) | ﰌ               | anderer Buchstabe, Silbe oder Ideogramm | arabischer Buchstabe      | ARABIC LIGATURE TEH WITH HAH ISOLATED FORM                                          | Arab. Lig. Ta und Ha isolierte Form                                                             |
| U+FC0D (64525) | ﰍ               | anderer Buchstabe, Silbe oder Ideogramm | arabischer Buchstabe      | ARABIC LIGATURE TEH WITH KHAH ISOLATED FORM                                         | Arab. Lig. Ta und Cha isolierte Form                                                            |
| U+FC0E (64526) | ﰎ               | anderer Buchstabe, Silbe oder Ideogramm | arabischer Buchstabe      | ARABIC LIGATURE TEH WITH MEEM ISOLATED FORM                                         | Arab. Lig. Ta und Mim isolierte Form                                                            |
| U+FC0F (64527) | ﰏ               | anderer Buchstabe, Silbe oder Ideogramm | arabischer Buchstabe      | ARABIC LIGATURE TEH WITH ALEF MAKSURA ISOLATED FORM                                 | Arab. Lig. Ta und Alif maqsura isolierte Form                                                   |
| U+FC10 (64528) | ﰐ               | anderer Buchstabe, Silbe oder Ideogramm | arabischer Buchstabe      | ARABIC LIGATURE TEH WITH YEH ISOLATED FORM                                          | Arab. Lig. Ta und Ya isolierte Form                                                             |
| U+FC11 (64529) | ﰑ               | anderer Buchstabe, Silbe oder Ideogramm | arabischer Buchstabe      | ARABIC LIGATURE THEH WITH JEEM ISOLATED FORM                                        | Arab. Lig. Tha und Dschim isolierte Form                                                        |
| U+FC12 (64530) | ﰒ               | anderer Buchstabe, Silbe oder Ideogramm | arabischer Buchstabe      | ARABIC LIGATURE THEH WITH MEEM ISOLATED FORM                                        | Arab. Lig. Tha und Mim isolierte Form                                                           |
| U+FC13 (64531) | ﰓ               | anderer Buchstabe, Silbe oder Ideogramm | arabischer Buchstabe      | ARABIC LIGATURE THEH WITH ALEF MAKSURA ISOLATED FORM                                | Arab. Lig. Tha und Alif maqsura isolierte Form                                                  |
| U+FC14 (64532) | ﰔ               | anderer Buchstabe, Silbe oder Ideogramm | arabischer Buchstabe      | ARABIC LIGATURE THEH WITH YEH ISOLATED FORM                                         | Arab. Lig. Tha mit Ya isolierte Form                                                            |
| U+FC15 (64533) | ﰕ               | anderer Buchstabe, Silbe oder Ideogramm | arabischer Buchstabe      | ARABIC LIGATURE JEEM WITH HAH ISOLATED FORM                                         | Arab. Lig. Dschim und Ha isolierte Form                                                         |
| U+FC16 (64534) | ﰖ               | anderer Buchstabe, Silbe oder Ideogramm | arabischer Buchstabe      | ARABIC LIGATURE JEEM WITH MEEM ISOLATED FORM                                        | Arab. Lig. Dschim und Mim isolierte Form                                                        |
| U+FC17 (64535) | ﰗ               | anderer Buchstabe, Silbe oder Ideogramm | arabischer Buchstabe      | ARABIC LIGATURE HAH WITH JEEM ISOLATED FORM                                         | Arab. Lig. Ha und Dschim isolierte Form                                                         |
| U+FC18 (64536) | ﰘ               | anderer Buchstabe, Silbe oder Ideogramm | arabischer Buchstabe      | ARABIC LIGATURE HAH WITH MEEM ISOLATED FORM                                         | Arab. Lig. Ha und Mim isolierte Form                                                            |
| U+FC19 (64537) | ﰙ               | anderer Buchstabe, Silbe oder Ideogramm | arabischer Buchstabe      | ARABIC LIGATURE KHAH WITH JEEM ISOLATED FORM                                        | Arab. Lig. Cha und Dschim isolierte Form                                                        |
| U+FC1A (64538) | ﰚ               | anderer Buchstabe, Silbe oder Ideogramm | arabischer Buchstabe      | ARABIC LIGATURE KHAH WITH HAH ISOLATED FORM                                         | Arab. Lig. Cha und Ha isolierte Form                                                            |
| U+FC1B (64539) | ﰛ               | anderer Buchstabe, Silbe oder Ideogramm | arabischer Buchstabe      | ARABIC LIGATURE KHAH WITH MEEM ISOLATED FORM                                        | Arab. Lig. Cha und Mim isolierte Form                                                           |
| U+FC1C (64540) | ﰜ               | anderer Buchstabe, Silbe oder Ideogramm | arabischer Buchstabe      | ARABIC LIGATURE SEEN WITH JEEM ISOLATED FORM                                        | Arab. Lig. Sin und Dschim isolierte Form                                                        |
| U+FC1D (64541) | ﰝ               | anderer Buchstabe, Silbe oder Ideogramm | arabischer Buchstabe      | ARABIC LIGATURE SEEN WITH HAH ISOLATED FORM                                         | Arab. Lig. Sin und Ha isolierte Form                                                            |
| U+FC1E (64542) | ﰞ               | anderer Buchstabe, Silbe oder Ideogramm | arabischer Buchstabe      | ARABIC LIGATURE SEEN WITH KHAH ISOLATED FORM                                        | Arab. Lig. Sin und Cha isolierte Form                                                           |
| U+FC1F (64543) | ﰟ               | anderer Buchstabe, Silbe oder Ideogramm | arabischer Buchstabe      | ARABIC LIGATURE SEEN WITH MEEM ISOLATED FORM                                        | Arab. Lig. Sin und Mim isolierte Form                                                           |
| U+FC20 (64544) | ﰠ               | anderer Buchstabe, Silbe oder Ideogramm | arabischer Buchstabe      | ARABIC LIGATURE SAD WITH HAH ISOLATED FORM                                          | Arab. Lig. Sad und Ha isolierte Form                                                            |
| U+FC21 (64545) | ﰡ               | anderer Buchstabe, Silbe oder Ideogramm | arabischer Buchstabe      | ARABIC LIGATURE SAD WITH MEEM ISOLATED FORM                                         | Arab. Lig. Sad und Mim isolierte Form                                                           |
| U+FC22 (64546) | ﰢ               | anderer Buchstabe, Silbe oder Ideogramm | arabischer Buchstabe      | ARABIC LIGATURE DAD WITH JEEM ISOLATED FORM                                         | Arab. Lig. Dad und Dschim isolierte Form                                                        |
| U+FC23 (64547) | ﰣ               | anderer Buchstabe, Silbe oder Ideogramm | arabischer Buchstabe      | ARABIC LIGATURE DAD WITH HAH ISOLATED FORM                                          | Arab. Lig. Dad und Ha isolierte Form                                                            |
| U+FC24 (64548) | ﰤ               | anderer Buchstabe, Silbe oder Ideogramm | arabischer Buchstabe      | ARABIC LIGATURE DAD WITH KHAH ISOLATED FORM                                         | Arab. Lig. Dad und Cha isolierte Form                                                           |
| U+FC25 (64549) | ﰥ               | anderer Buchstabe, Silbe oder Ideogramm | arabischer Buchstabe      | ARABIC LIGATURE DAD WITH MEEM ISOLATED FORM                                         | Arab. Lig. Dad und Mim isolierte Form                                                           |
| U+FC26 (64550) | ﰦ               | anderer Buchstabe, Silbe oder Ideogramm | arabischer Buchstabe      | ARABIC LIGATURE TAH WITH HAH ISOLATED FORM                                          | Arab. Lig. Ta und Ha isolierte Form                                                             |
| U+FC27 (64551) | ﰧ               | anderer Buchstabe, Silbe oder Ideogramm | arabischer Buchstabe      | ARABIC LIGATURE TAH WITH MEEM ISOLATED FORM                                         | Arab. Lig. Ta und Mim isolierte Form                                                            |
| U+FC28 (64552) | ﰨ               | anderer Buchstabe, Silbe oder Ideogramm | arabischer Buchstabe      | ARABIC LIGATURE ZAH WITH MEEM ISOLATED FORM                                         | Arab. Lig. Za und Mim isolierte Form                                                            |
| U+FC29 (64553) | ﰩ               | anderer Buchstabe, Silbe oder Ideogramm | arabischer Buchstabe      | ARABIC LIGATURE AIN WITH JEEM ISOLATED FORM                                         | Arab. Lig. Ain und Dschim isolierte Form                                                        |
| U+FC2A (64554) | ﰪ               | anderer Buchstabe, Silbe oder Ideogramm | arabischer Buchstabe      | ARABIC LIGATURE AIN WITH MEEM ISOLATED FORM                                         | Arab. Lig. Ain und Mim isolierte Form                                                           |
| U+FC2B (64555) | ﰫ               | anderer Buchstabe, Silbe oder Ideogramm | arabischer Buchstabe      | ARABIC LIGATURE GHAIN WITH JEEM ISOLATED FORM                                       | Arab. Lig. Ghain und Dschim isolierte Form                                                      |
| U+FC2C (64556) | ﰬ               | anderer Buchstabe, Silbe oder Ideogramm | arabischer Buchstabe      | ARABIC LIGATURE GHAIN WITH MEEM ISOLATED FORM                                       | Arab. Lig. Ghain und Mim isolierte Form                                                         |
| U+FC2D (64557) | ﰭ               | anderer Buchstabe, Silbe oder Ideogramm | arabischer Buchstabe      | ARABIC LIGATURE FEH WITH JEEM ISOLATED FORM                                         | Arab. Lig. Fa und Dschim isolierte Form                                                         |
| U+FC2E (64558) | ﰮ               | anderer Buchstabe, Silbe oder Ideogramm | arabischer Buchstabe      | ARABIC LIGATURE FEH WITH HAH ISOLATED FORM                                          | Arab. Lig. Fa und Ha isolierte Form                                                             |
| U+FC2F (64559) | ﰯ               | anderer Buchstabe, Silbe oder Ideogramm | arabischer Buchstabe      | ARABIC LIGATURE FEH WITH KHAH ISOLATED FORM                                         | Arab. Lig. Fa und Cha isolierte Form                                                            |
| U+FC30 (64560) | ﰰ               | anderer Buchstabe, Silbe oder Ideogramm | arabischer Buchstabe      | ARABIC LIGATURE FEH WITH MEEM ISOLATED FORM                                         | Arab. Lig. Fa und Mim isolierte Form                                                            |
| U+FC31 (64561) | ﰱ               | anderer Buchstabe, Silbe oder Ideogramm | arabischer Buchstabe      | ARABIC LIGATURE FEH WITH ALEF MAKSURA ISOLATED FORM                                 | Arab. Lig. Fa und Alif maqsura isolierte Form                                                   |
| U+FC32 (64562) | ﰲ               | anderer Buchstabe, Silbe oder Ideogramm | arabischer Buchstabe      | ARABIC LIGATURE FEH WITH YEH ISOLATED FORM                                          | Arab. Lig. Fa und Ya isolierte Form                                                             |
| U+FC33 (64563) | ﰳ               | anderer Buchstabe, Silbe oder Ideogramm | arabischer Buchstabe      | ARABIC LIGATURE QAF WITH HAH ISOLATED FORM                                          | Arab. Lig. Qaf und Ha isolierte Form                                                            |
| U+FC34 (64564) | ﰴ               | anderer Buchstabe, Silbe oder Ideogramm | arabischer Buchstabe      | ARABIC LIGATURE QAF WITH MEEM ISOLATED FORM                                         | Arab. Lig. Qaf und Mim isolierte Form                                                           |
| U+FC35 (64565) | ﰵ               | anderer Buchstabe, Silbe oder Ideogramm | arabischer Buchstabe      | ARABIC LIGATURE QAF WITH ALEF MAKSURA ISOLATED FORM                                 | Arab. Lig. Qaf und Alif maqsura isolierte Form                                                  |
| U+FC36 (64566) | ﰶ               | anderer Buchstabe, Silbe oder Ideogramm | arabischer Buchstabe      | ARABIC LIGATURE QAF WITH YEH ISOLATED FORM                                          | Arab. Lig. Qaf und Ya isolierte Form                                                            |
| U+FC37 (64567) | ﰷ               | anderer Buchstabe, Silbe oder Ideogramm | arabischer Buchstabe      | ARABIC LIGATURE KAF WITH ALEF ISOLATED FORM                                         | Arab. Lig. Kaf und Alif isolierte Form                                                          |
| U+FC38 (64568) | ﰸ               | anderer Buchstabe, Silbe oder Ideogramm | arabischer Buchstabe      | ARABIC LIGATURE KAF WITH JEEM ISOLATED FORM                                         | Arab. Lig. Kaf und Dschim isolierte Form                                                        |
| U+FC39 (64569) | ﰹ               | anderer Buchstabe, Silbe oder Ideogramm | arabischer Buchstabe      | ARABIC LIGATURE KAF WITH HAH ISOLATED FORM                                          | Arab. Lig. Kaf und Ha isolierte Form                                                            |
| U+FC3A (64570) | ﰺ               | anderer Buchstabe, Silbe oder Ideogramm | arabischer Buchstabe      | ARABIC LIGATURE KAF WITH KHAH ISOLATED FORM                                         | Arab. Lig. Kaf und Cha isolierte Form                                                           |
| U+FC3B (64571) | ﰻ               | anderer Buchstabe, Silbe oder Ideogramm | arabischer Buchstabe      | ARABIC LIGATURE KAF WITH LAM ISOLATED FORM                                          | Arab. Lig. Kaf und Lam isolierte Form                                                           |
| U+FC3C (64572) | ﰼ               | anderer Buchstabe, Silbe oder Ideogramm | arabischer Buchstabe      | ARABIC LIGATURE KAF WITH MEEM ISOLATED FORM                                         | Arab. Lig. Kaf und Mim isolierte Form                                                           |
| U+FC3D (64573) | ﰽ               | anderer Buchstabe, Silbe oder Ideogramm | arabischer Buchstabe      | ARABIC LIGATURE KAF WITH ALEF MAKSURA ISOLATED FORM                                 | Arab. Lig. Kaf und Alif maqsura isolierte Form                                                  |
| U+FC3E (64574) | ﰾ               | anderer Buchstabe, Silbe oder Ideogramm | arabischer Buchstabe      | ARABIC LIGATURE KAF WITH YEH ISOLATED FORM                                          | Arab. Lig. Kaf und Ya isolierte Form                                                            |
| U+FC3F (64575) | ﰿ               | anderer Buchstabe, Silbe oder Ideogramm | arabischer Buchstabe      | ARABIC LIGATURE LAM WITH JEEM ISOLATED FORM                                         | Arab. Lig. Lam und Dschim isolierte Form                                                        |
| U+FC40 (64576) | ﱀ               | anderer Buchstabe, Silbe oder Ideogramm | arabischer Buchstabe      | ARABIC LIGATURE LAM WITH HAH ISOLATED FORM                                          | Arab. Lig. Lam und Ha isolierte Form                                                            |
| U+FC41 (64577) | ﱁ               | anderer Buchstabe, Silbe oder Ideogramm | arabischer Buchstabe      | ARABIC LIGATURE LAM WITH KHAH ISOLATED FORM                                         | Arab. Lig. Lam und Cha isolierte Form                                                           |
| U+FC42 (64578) | ﱂ               | anderer Buchstabe, Silbe oder Ideogramm | arabischer Buchstabe      | ARABIC LIGATURE LAM WITH MEEM ISOLATED FORM                                         | Arab. Lig. Lam und Mim isolierte Form                                                           |
| U+FC43 (64579) | ﱃ               | anderer Buchstabe, Silbe oder Ideogramm | arabischer Buchstabe      | ARABIC LIGATURE LAM WITH ALEF MAKSURA ISOLATED FORM                                 | Arab. Lig. Lam und Alif maqsura isolierte Form                                                  |
| U+FC44 (64580) | ﱄ               | anderer Buchstabe, Silbe oder Ideogramm | arabischer Buchstabe      | ARABIC LIGATURE LAM WITH YEH ISOLATED FORM                                          | Arab. Lig. Lam und Ya isolierte Form                                                            |
| U+FC45 (64581) | ﱅ               | anderer Buchstabe, Silbe oder Ideogramm | arabischer Buchstabe      | ARABIC LIGATURE MEEM WITH JEEM ISOLATED FORM                                        | Arab. Lig. Mim und Dschim isolierte Form                                                        |
| U+FC46 (64582) | ﱆ               | anderer Buchstabe, Silbe oder Ideogramm | arabischer Buchstabe      | ARABIC LIGATURE MEEM WITH HAH ISOLATED FORM                                         | Arab. Lig. Mim und Ha isolierte Form                                                            |
| U+FC47 (64583) | ﱇ               | anderer Buchstabe, Silbe oder Ideogramm | arabischer Buchstabe      | ARABIC LIGATURE MEEM WITH KHAH ISOLATED FORM                                        | Arab. Lig. Mim und Cha isolierte Form                                                           |
| U+FC48 (64584) | ﱈ               | anderer Buchstabe, Silbe oder Ideogramm | arabischer Buchstabe      | ARABIC LIGATURE MEEM WITH MEEM ISOLATED FORM                                        | Arab. Lig. Mim und Mim isolierte Form                                                           |
| U+FC49 (64585) | ﱉ               | anderer Buchstabe, Silbe oder Ideogramm | arabischer Buchstabe      | ARABIC LIGATURE MEEM WITH ALEF MAKSURA ISOLATED FORM                                | Arab. Lig. Mim und Alif maqsura isolierte Form                                                  |
| U+FC4A (64586) | ﱊ               | anderer Buchstabe, Silbe oder Ideogramm | arabischer Buchstabe      | ARABIC LIGATURE MEEM WITH YEH ISOLATED FORM                                         | Arab. Lig. Mim und Ya isolierte Form                                                            |
| U+FC4B (64587) | ﱋ               | anderer Buchstabe, Silbe oder Ideogramm | arabischer Buchstabe      | ARABIC LIGATURE NOON WITH JEEM ISOLATED FORM                                        | Arab. Lig. Nun und Dschim isolierte Form                                                        |
| U+FC4C (64588) | ﱌ               | anderer Buchstabe, Silbe oder Ideogramm | arabischer Buchstabe      | ARABIC LIGATURE NOON WITH HAH ISOLATED FORM                                         | Arab. Lig. Nun und Ha isolierte Form                                                            |
| U+FC4D (64589) | ﱍ               | anderer Buchstabe, Silbe oder Ideogramm | arabischer Buchstabe      | ARABIC LIGATURE NOON WITH KHAH ISOLATED FORM                                        | Arab. Lig. Nun und Cha isolierte Form                                                           |
| U+FC4E (64590) | ﱎ               | anderer Buchstabe, Silbe oder Ideogramm | arabischer Buchstabe      | ARABIC LIGATURE NOON WITH MEEM ISOLATED FORM                                        | Arab. Lig. Nun und Mim isolierte Form                                                           |
| U+FC4F (64591) | ﱏ               | anderer Buchstabe, Silbe oder Ideogramm | arabischer Buchstabe      | ARABIC LIGATURE NOON WITH ALEF MAKSURA ISOLATED FORM                                | Arab. Lig. Nun und Alif maqsura isolierte Form                                                  |
| U+FC50 (64592) | ﱐ               | anderer Buchstabe, Silbe oder Ideogramm | arabischer Buchstabe      | ARABIC LIGATURE NOON WITH YEH ISOLATED FORM                                         | Arab. Lig. Nun und Ya isolierte Form                                                            |
| U+FC51 (64593) | ﱑ               | anderer Buchstabe, Silbe oder Ideogramm | arabischer Buchstabe      | ARABIC LIGATURE HEH WITH JEEM ISOLATED FORM                                         | Arab. Lig. Ha und Dschim isolierte Form                                                         |
| U+FC52 (64594) | ﱒ               | anderer Buchstabe, Silbe oder Ideogramm | arabischer Buchstabe      | ARABIC LIGATURE HEH WITH MEEM ISOLATED FORM                                         | Arab. Lig. Ha und Mim isolierte Form                                                            |
| U+FC53 (64595) | ﱓ               | anderer Buchstabe, Silbe oder Ideogramm | arabischer Buchstabe      | ARABIC LIGATURE HEH WITH ALEF MAKSURA ISOLATED FORM                                 | Arab. Lig. Ha und Alif maqsura isolierte Form                                                   |
| U+FC54 (64596) | ﱔ               | anderer Buchstabe, Silbe oder Ideogramm | arabischer Buchstabe      | ARABIC LIGATURE HEH WITH YEH ISOLATED FORM                                          | Arab. Lig. Ha und Ya isolierte Form                                                             |
| U+FC55 (64597) | ﱕ               | anderer Buchstabe, Silbe oder Ideogramm | arabischer Buchstabe      | ARABIC LIGATURE YEH WITH JEEM ISOLATED FORM                                         | Arab. Lig. Ya und Dschim isolierte Form                                                         |
| U+FC56 (64598) | ﱖ               | anderer Buchstabe, Silbe oder Ideogramm | arabischer Buchstabe      | ARABIC LIGATURE YEH WITH HAH ISOLATED FORM                                          | Arab. Lig. Ya und Ha isolierte Form                                                             |
| U+FC57 (64599) | ﱗ               | anderer Buchstabe, Silbe oder Ideogramm | arabischer Buchstabe      | ARABIC LIGATURE YEH WITH KHAH ISOLATED FORM                                         | Arab. Lig. Ya und Cha isolierte Form                                                            |
| U+FC58 (64600) | ﱘ               | anderer Buchstabe, Silbe oder Ideogramm | arabischer Buchstabe      | ARABIC LIGATURE YEH WITH MEEM ISOLATED FORM                                         | Arab. Lig. Ya und Mim isolierte Form                                                            |
| U+FC59 (64601) | ﱙ               | anderer Buchstabe, Silbe oder Ideogramm | arabischer Buchstabe      | ARABIC LIGATURE YEH WITH ALEF MAKSURA ISOLATED FORM                                 | Arab. Lig. Ya und Alif maqsura isolierte Form                                                   |
| U+FC5A (64602) | ﱚ               | anderer Buchstabe, Silbe oder Ideogramm | arabischer Buchstabe      | ARABIC LIGATURE YEH WITH YEH ISOLATED FORM                                          | Arab. Lig. Ya und Ya isolierte Form                                                             |
| U+FC5B (64603) | ﱛ               | anderer Buchstabe, Silbe oder Ideogramm | arabischer Buchstabe      | ARABIC LIGATURE THAL WITH SUPERSCRIPT ALEF ISOLATED FORM                            | Arab. Lig. Dhal mit hochgestelltem Alif isolierte Form                                          |
| U+FC5C (64604) | ﱜ               | anderer Buchstabe, Silbe oder Ideogramm | arabischer Buchstabe      | ARABIC LIGATURE REH WITH SUPERSCRIPT ALEF ISOLATED FORM                             | Arab. Lig. Ra mit hochgestelltem Alif isolierte Form                                            |
| U+FC5D (64605) | ﱝ               | anderer Buchstabe, Silbe oder Ideogramm | arabischer Buchstabe      | ARABIC LIGATURE ALEF MAKSURA WITH SUPERSCRIPT ALEF ISOLATED FORM                    | Arab. Lig. Alif maqsura mit hochgestelltem Alif isolierte Form                                  |
| U+FC5E (64606) | ﱞ               | anderer Buchstabe, Silbe oder Ideogramm | arabischer Buchstabe      | ARABIC LIGATURE SHADDA WITH DAMMATAN ISOLATED FORM                                  | Arab. Lig. Schadda mit Dammatan isolierte Form                                                  |
| U+FC5F (64607) | ﱟ               | anderer Buchstabe, Silbe oder Ideogramm | arabischer Buchstabe      | ARABIC LIGATURE SHADDA WITH KASRATAN ISOLATED FORM                                  | Arab. Lig. Schadda mit Kasratan isolierte Form                                                  |
| U+FC60 (64608) | ﱠ               | anderer Buchstabe, Silbe oder Ideogramm | arabischer Buchstabe      | ARABIC LIGATURE SHADDA WITH FATHA ISOLATED FORM                                     | Arab. Lig. Schadda mit Fatha isolierte Form                                                     |
| U+FC61 (64609) | ﱡ               | anderer Buchstabe, Silbe oder Ideogramm | arabischer Buchstabe      | ARABIC LIGATURE SHADDA WITH DAMMA ISOLATED FORM                                     | Arab. Lig. Schadda mit Damma isolierte Form                                                     |
| U+FC62 (64610) | ﱢ               | anderer Buchstabe, Silbe oder Ideogramm | arabischer Buchstabe      | ARABIC LIGATURE SHADDA WITH KASRA ISOLATED FORM                                     | Arab. Lig. Schadda mit Kasra isolierte Form                                                     |
| U+FC63 (64611) | ﱣ               | anderer Buchstabe, Silbe oder Ideogramm | arabischer Buchstabe      | ARABIC LIGATURE SHADDA WITH SUPERSCRIPT ALEF ISOLATED FORM                          | Arab. Lig. Schadda mit hochgestelltem Alif isolierte Form                                       |
| U+FC64 (64612) | ﱤ               | anderer Buchstabe, Silbe oder Ideogramm | arabischer Buchstabe      | ARABIC LIGATURE YEH WITH HAMZA ABOVE WITH REH FINAL FORM                            | Arab. Lig. Ya mit übergesetztem Hamza und Ra Finalform                                          |
| U+FC65 (64613) | ﱥ               | anderer Buchstabe, Silbe oder Ideogramm | arabischer Buchstabe      | ARABIC LIGATURE YEH WITH HAMZA ABOVE WITH ZAIN FINAL FORM                           | Arab. Lig. Ya mit übergesetztem Hamza und Saj Finalform                                         |
| U+FC66 (64614) | ﱦ               | anderer Buchstabe, Silbe oder Ideogramm | arabischer Buchstabe      | ARABIC LIGATURE YEH WITH HAMZA ABOVE WITH MEEM FINAL FORM                           | Arab. Lig. Ya mit übergesetztem Hamza und Mim Finalform                                         |
| U+FC67 (64615) | ﱧ               | anderer Buchstabe, Silbe oder Ideogramm | arabischer Buchstabe      | ARABIC LIGATURE YEH WITH HAMZA ABOVE WITH NOON FINAL FORM                           | Arab. Lig. Ya mit übergesetztem Hamza und Nun Finalform                                         |
| U+FC68 (64616) | ﱨ               | anderer Buchstabe, Silbe oder Ideogramm | arabischer Buchstabe      | ARABIC LIGATURE YEH WITH HAMZA ABOVE WITH ALEF MAKSURA FINAL FORM                   | Arab. Lig. Ya mit übergesetztem Hamza und Alif maqsura Finalform                                |
| U+FC69 (64617) | ﱩ               | anderer Buchstabe, Silbe oder Ideogramm | arabischer Buchstabe      | ARABIC LIGATURE YEH WITH HAMZA ABOVE WITH YEH FINAL FORM                            | Arab. Lig. Ya mit übergesetztem Hamza und Ya Finalform                                          |
| U+FC6A (64618) | ﱪ               | anderer Buchstabe, Silbe oder Ideogramm | arabischer Buchstabe      | ARABIC LIGATURE BEH WITH REH FINAL FORM                                             | Arab. Lig. Ba und Ra Finalform                                                                  |
| U+FC6B (64619) | ﱫ               | anderer Buchstabe, Silbe oder Ideogramm | arabischer Buchstabe      | ARABIC LIGATURE BEH WITH ZAIN FINAL FORM                                            | Arab. Lig. Ba und Saj Finalform                                                                 |
| U+FC6C (64620) | ﱬ               | anderer Buchstabe, Silbe oder Ideogramm | arabischer Buchstabe      | ARABIC LIGATURE BEH WITH MEEM FINAL FORM                                            | Arab. Lig. Ba und Mim Finalform                                                                 |
| U+FC6D (64621) | ﱭ               | anderer Buchstabe, Silbe oder Ideogramm | arabischer Buchstabe      | ARABIC LIGATURE BEH WITH NOON FINAL FORM                                            | Arab. Lig. Ba und Nun Finalform                                                                 |
| U+FC6E (64622) | ﱮ               | anderer Buchstabe, Silbe oder Ideogramm | arabischer Buchstabe      | ARABIC LIGATURE BEH WITH ALEF MAKSURA FINAL FORM                                    | Arab. Lig. Ba und Alif maqsura Finalform                                                        |
| U+FC6F (64623) | ﱯ               | anderer Buchstabe, Silbe oder Ideogramm | arabischer Buchstabe      | ARABIC LIGATURE BEH WITH YEH FINAL FORM                                             | Arab. Lig. Ba und Ya Finalform                                                                  |
| U+FC70 (64624) | ﱰ               | anderer Buchstabe, Silbe oder Ideogramm | arabischer Buchstabe      | ARABIC LIGATURE TEH WITH REH FINAL FORM                                             | Arab. Lig. Ta und Finalform                                                                     |
| U+FC71 (64625) | ﱱ               | anderer Buchstabe, Silbe oder Ideogramm | arabischer Buchstabe      | ARABIC LIGATURE TEH WITH ZAIN FINAL FORM                                            | Arab. Lig. Ta und Saj Finalform                                                                 |
| U+FC72 (64626) | ﱲ               | anderer Buchstabe, Silbe oder Ideogramm | arabischer Buchstabe      | ARABIC LIGATURE TEH WITH MEEM FINAL FORM                                            | Arab. Lig. Ta und Mim Finalform                                                                 |
| U+FC73 (64627) | ﱳ               | anderer Buchstabe, Silbe oder Ideogramm | arabischer Buchstabe      | ARABIC LIGATURE TEH WITH NOON FINAL FORM                                            | Arab. Lig. Ta und Nun Finalform                                                                 |
| U+FC74 (64628) | ﱴ               | anderer Buchstabe, Silbe oder Ideogramm | arabischer Buchstabe      | ARABIC LIGATURE TEH WITH ALEF MAKSURA FINAL FORM                                    | Arab. Lig. Ta und Alif maqsura Finalform                                                        |
| U+FC75 (64629) | ﱵ               | anderer Buchstabe, Silbe oder Ideogramm | arabischer Buchstabe      | ARABIC LIGATURE TEH WITH YEH FINAL FORM                                             | Arab. Lig. Ta und Ya Finalform                                                                  |
| U+FC76 (64630) | ﱶ               | anderer Buchstabe, Silbe oder Ideogramm | arabischer Buchstabe      | ARABIC LIGATURE THEH WITH REH FINAL FORM                                            | Arab. Lig. Tha und Ra Finalform                                                                 |
| U+FC77 (64631) | ﱷ               | anderer Buchstabe, Silbe oder Ideogramm | arabischer Buchstabe      | ARABIC LIGATURE THEH WITH ZAIN FINAL FORM                                           | Arab. Lig. Tha und Saj Finalform                                                                |
| U+FC78 (64632) | ﱸ               | anderer Buchstabe, Silbe oder Ideogramm | arabischer Buchstabe      | ARABIC LIGATURE THEH WITH MEEM FINAL FORM                                           | Arab. Lig. Tha und Mim Finalform                                                                |
| U+FC79 (64633) | ﱹ               | anderer Buchstabe, Silbe oder Ideogramm | arabischer Buchstabe      | ARABIC LIGATURE THEH WITH NOON FINAL FORM                                           | Arab. Lig. Tha und Nun Finalform                                                                |
| U+FC7A (64634) | ﱺ               | anderer Buchstabe, Silbe oder Ideogramm | arabischer Buchstabe      | ARABIC LIGATURE THEH WITH ALEF MAKSURA FINAL FORM                                   | Arab. Lig. Tha und Alif Finalform                                                               |
| U+FC7B (64635) | ﱻ               | anderer Buchstabe, Silbe oder Ideogramm | arabischer Buchstabe      | ARABIC LIGATURE THEH WITH YEH FINAL FORM                                            | Arab. Lig. Tha und Ya Finalform                                                                 |
| U+FC7C (64636) | ﱼ               | anderer Buchstabe, Silbe oder Ideogramm | arabischer Buchstabe      | ARABIC LIGATURE FEH WITH ALEF MAKSURA FINAL FORM                                    | Arab. Lig. Fa und Alif maqsura Finalform                                                        |
| U+FC7D (64637) | ﱽ               | anderer Buchstabe, Silbe oder Ideogramm | arabischer Buchstabe      | ARABIC LIGATURE FEH WITH YEH FINAL FORM                                             | Arab. Lig. Fa und Ya Finalform                                                                  |
| U+FC7E (64638) | ﱾ               | anderer Buchstabe, Silbe oder Ideogramm | arabischer Buchstabe      | ARABIC LIGATURE QAF WITH ALEF MAKSURA FINAL FORM                                    | Arab. Lig. Qaf und Alif maqsura Finalform                                                       |
| U+FC7F (64639) | ﱿ               | anderer Buchstabe, Silbe oder Ideogramm | arabischer Buchstabe      | ARABIC LIGATURE QAF WITH YEH FINAL FORM                                             | Arab. Lig. Qaf und Ya Finalform                                                                 |
| U+FC80 (64640) | ﲀ               | anderer Buchstabe, Silbe oder Ideogramm | arabischer Buchstabe      | ARABIC LIGATURE KAF WITH ALEF FINAL FORM                                            | Arab. Lig. Kaf und Alif Finalform                                                               |
| U+FC81 (64641) | ﲁ               | anderer Buchstabe, Silbe oder Ideogramm | arabischer Buchstabe      | ARABIC LIGATURE KAF WITH LAM FINAL FORM                                             | Arab. Lig. Kaf und Lam Finalform                                                                |
| U+FC82 (64642) | ﲂ               | anderer Buchstabe, Silbe oder Ideogramm | arabischer Buchstabe      | ARABIC LIGATURE KAF WITH MEEM FINAL FORM                                            | Arab. Lig. Kaf und Mim Finalform                                                                |
| U+FC83 (64643) | ﲃ               | anderer Buchstabe, Silbe oder Ideogramm | arabischer Buchstabe      | ARABIC LIGATURE KAF WITH ALEF MAKSURA FINAL FORM                                    | Arab. Lig. Kaf und Alif maqsura Finalform                                                       |
| U+FC84 (64644) | ﲄ               | anderer Buchstabe, Silbe oder Ideogramm | arabischer Buchstabe      | ARABIC LIGATURE KAF WITH YEH FINAL FORM                                             | Arab. Lig. Kaf und Ya Finalform                                                                 |
| U+FC85 (64645) | ﲅ               | anderer Buchstabe, Silbe oder Ideogramm | arabischer Buchstabe      | ARABIC LIGATURE LAM WITH MEEM FINAL FORM                                            | Arab. Lig. Lam und Mim Finalform                                                                |
| U+FC86 (64646) | ﲆ               | anderer Buchstabe, Silbe oder Ideogramm | arabischer Buchstabe      | ARABIC LIGATURE LAM WITH ALEF MAKSURA FINAL FORM                                    | Arab. Lig. Lam und Alif maqsura Finalform                                                       |
| U+FC87 (64647) | ﲇ               | anderer Buchstabe, Silbe oder Ideogramm | arabischer Buchstabe      | ARABIC LIGATURE LAM WITH YEH FINAL FORM                                             | Arab. Lig. Lam und Ya Finalform                                                                 |
| U+FC88 (64648) | ﲈ               | anderer Buchstabe, Silbe oder Ideogramm | arabischer Buchstabe      | ARABIC LIGATURE MEEM WITH ALEF FINAL FORM                                           | Arab. Lig. Mim und Alif Finalform                                                               |
| U+FC89 (64649) | ﲉ               | anderer Buchstabe, Silbe oder Ideogramm | arabischer Buchstabe      | ARABIC LIGATURE MEEM WITH MEEM FINAL FORM                                           | Arab. Lig. Mim und Mim Finalform                                                                |
| U+FC8A (64650) | ﲊ               | anderer Buchstabe, Silbe oder Ideogramm | arabischer Buchstabe      | ARABIC LIGATURE NOON WITH REH FINAL FORM                                            | Arab. Lig. Nun und Ra Finalform                                                                 |
| U+FC8B (64651) | ﲋ               | anderer Buchstabe, Silbe oder Ideogramm | arabischer Buchstabe      | ARABIC LIGATURE NOON WITH ZAIN FINAL FORM                                           | Arab. Lig. Nun und Saj Finalform                                                                |
| U+FC8C (64652) | ﲌ               | anderer Buchstabe, Silbe oder Ideogramm | arabischer Buchstabe      | ARABIC LIGATURE NOON WITH MEEM FINAL FORM                                           | Arab. Lig. Nun und Mim Finalform                                                                |
| U+FC8D (64653) | ﲍ               | anderer Buchstabe, Silbe oder Ideogramm | arabischer Buchstabe      | ARABIC LIGATURE NOON WITH NOON FINAL FORM                                           | Arab. Lig. Nun und Nun Finalform                                                                |
| U+FC8E (64654) | ﲎ               | anderer Buchstabe, Silbe oder Ideogramm | arabischer Buchstabe      | ARABIC LIGATURE NOON WITH ALEF MAKSURA FINAL FORM                                   | Arab. Lig. Nun und Alif maqsura Finalform                                                       |
| U+FC8F (64655) | ﲏ               | anderer Buchstabe, Silbe oder Ideogramm | arabischer Buchstabe      | ARABIC LIGATURE NOON WITH YEH FINAL FORM                                            | Arab. Lig. Nun und Ya Finalform                                                                 |
| U+FC90 (64656) | ﲐ               | anderer Buchstabe, Silbe oder Ideogramm | arabischer Buchstabe      | ARABIC LIGATURE ALEF MAKSURA WITH SUPERSCRIPT ALEF FINAL FORM                       | Arab. Lig. Alif maqsura mit hochgestellten Alif Finalform                                       |
| U+FC91 (64657) | ﲑ               | anderer Buchstabe, Silbe oder Ideogramm | arabischer Buchstabe      | ARABIC LIGATURE YEH WITH REH FINAL FORM                                             | Arab. Lig. Ya und Ra Finalform                                                                  |
| U+FC92 (64658) | ﲒ               | anderer Buchstabe, Silbe oder Ideogramm | arabischer Buchstabe      | ARABIC LIGATURE YEH WITH ZAIN FINAL FORM                                            | Arab. Lig. Ya und Saj Finalform                                                                 |
| U+FC93 (64659) | ﲓ               | anderer Buchstabe, Silbe oder Ideogramm | arabischer Buchstabe      | ARABIC LIGATURE YEH WITH MEEM FINAL FORM                                            | Arab. Lig. Ya und Mim Finalform                                                                 |
| U+FC94 (64660) | ﲔ               | anderer Buchstabe, Silbe oder Ideogramm | arabischer Buchstabe      | ARABIC LIGATURE YEH WITH NOON FINAL FORM                                            | Arab. Lig. Ya und Nun Finalform                                                                 |
| U+FC95 (64661) | ﲕ               | anderer Buchstabe, Silbe oder Ideogramm | arabischer Buchstabe      | ARABIC LIGATURE YEH WITH ALEF MAKSURA FINAL FORM                                    | Arab. Lig. Ya und Alif maqsura Finalform                                                        |
| U+FC96 (64662) | ﲖ               | anderer Buchstabe, Silbe oder Ideogramm | arabischer Buchstabe      | ARABIC LIGATURE YEH WITH YEH FINAL FORM                                             | Arab. Lig. Ya und Ya Finalform                                                                  |
| U+FC97 (64663) | ﲗ               | anderer Buchstabe, Silbe oder Ideogramm | arabischer Buchstabe      | ARABIC LIGATURE YEH WITH HAMZA ABOVE WITH JEEM INITIAL FORM                         | Arab. Lig. Ya mit hochgestelltem Hamza und Dschim Initialform                                   |
| U+FC98 (64664) | ﲘ               | anderer Buchstabe, Silbe oder Ideogramm | arabischer Buchstabe      | ARABIC LIGATURE YEH WITH HAMZA ABOVE WITH HAH INITIAL FORM                          | Arab. Lig. Ya mit hochgestelltem Hamza und Ha Initialform                                       |
| U+FC99 (64665) | ﲙ               | anderer Buchstabe, Silbe oder Ideogramm | arabischer Buchstabe      | ARABIC LIGATURE YEH WITH HAMZA ABOVE WITH KHAH INITIAL FORM                         | Arab. Lig. Ya mit hochgestelltem Hamza und Cha Initialform                                      |
| U+FC9A (64666) | ﲚ               | anderer Buchstabe, Silbe oder Ideogramm | arabischer Buchstabe      | ARABIC LIGATURE YEH WITH HAMZA ABOVE WITH MEEM INITIAL FORM                         | Arab. Lig. Ya mit hochgestelltem Hamza und Mim Initialform                                      |
| U+FC9B (64667) | ﲛ               | anderer Buchstabe, Silbe oder Ideogramm | arabischer Buchstabe      | ARABIC LIGATURE YEH WITH HAMZA ABOVE WITH HEH INITIAL FORM                          | Arab. Lig. Ya mit hochgestelltem Hamza und Ha Initialform                                       |
| U+FC9C (64668) | ﲜ               | anderer Buchstabe, Silbe oder Ideogramm | arabischer Buchstabe      | ARABIC LIGATURE BEH WITH JEEM INITIAL FORM                                          | Arab. Lig. Ba und Dschim Initialform                                                            |
| U+FC9D (64669) | ﲝ               | anderer Buchstabe, Silbe oder Ideogramm | arabischer Buchstabe      | ARABIC LIGATURE BEH WITH HAH INITIAL FORM                                           | Arab. Lig. Ba und Ha Initialform                                                                |
| U+FC9E (64670) | ﲞ               | anderer Buchstabe, Silbe oder Ideogramm | arabischer Buchstabe      | ARABIC LIGATURE BEH WITH KHAH INITIAL FORM                                          | Arab. Lig. Ba und Cha Initialform                                                               |
| U+FC9F (64671) | ﲟ               | anderer Buchstabe, Silbe oder Ideogramm | arabischer Buchstabe      | ARABIC LIGATURE BEH WITH MEEM INITIAL FORM                                          | Arab. Lig. Ba und Mim Initialform                                                               |
| U+FCA0 (64672) | ﲠ               | anderer Buchstabe, Silbe oder Ideogramm | arabischer Buchstabe      | ARABIC LIGATURE BEH WITH HEH INITIAL FORM                                           | Arab. Lig. Ba und Ha Initialform                                                                |
| U+FCA1 (64673) | ﲡ               | anderer Buchstabe, Silbe oder Ideogramm | arabischer Buchstabe      | ARABIC LIGATURE TEH WITH JEEM INITIAL FORM                                          | Arab. Lig. Ta und Dschim Initialform                                                            |
| U+FCA2 (64674) | ﲢ               | anderer Buchstabe, Silbe oder Ideogramm | arabischer Buchstabe      | ARABIC LIGATURE TEH WITH HAH INITIAL FORM                                           | Arab. Lig. Ta und Ha Initialform                                                                |
| U+FCA3 (64675) | ﲣ               | anderer Buchstabe, Silbe oder Ideogramm | arabischer Buchstabe      | ARABIC LIGATURE TEH WITH KHAH INITIAL FORM                                          | Arab. Lig. Ta und Cha Initialform                                                               |
| U+FCA4 (64676) | ﲤ               | anderer Buchstabe, Silbe oder Ideogramm | arabischer Buchstabe      | ARABIC LIGATURE TEH WITH MEEM INITIAL FORM                                          | Arab. Lig. Ta und Mim Initialform                                                               |
| U+FCA5 (64677) | ﲥ               | anderer Buchstabe, Silbe oder Ideogramm | arabischer Buchstabe      | ARABIC LIGATURE TEH WITH HEH INITIAL FORM                                           | Arab. Lig. Ta und Ha Initialform                                                                |
| U+FCA6 (64678) | ﲦ               | anderer Buchstabe, Silbe oder Ideogramm | arabischer Buchstabe      | ARABIC LIGATURE THEH WITH MEEM INITIAL FORM                                         | Arab. Lig. Tha und Mim Initialform                                                              |
| U+FCA7 (64679) | ﲧ               | anderer Buchstabe, Silbe oder Ideogramm | arabischer Buchstabe      | ARABIC LIGATURE JEEM WITH HAH INITIAL FORM                                          | Arab. Lig. Dschim und Ha Initialform                                                            |
| U+FCA8 (64680) | ﲨ               | anderer Buchstabe, Silbe oder Ideogramm | arabischer Buchstabe      | ARABIC LIGATURE JEEM WITH MEEM INITIAL FORM                                         | Arab. Lig. Dschim und Mim Initialform                                                           |
| U+FCA9 (64681) | ﲩ               | anderer Buchstabe, Silbe oder Ideogramm | arabischer Buchstabe      | ARABIC LIGATURE HAH WITH JEEM INITIAL FORM                                          | Arab. Lig. Ha und Dschim Initialform                                                            |
| U+FCAA (64682) | ﲪ               | anderer Buchstabe, Silbe oder Ideogramm | arabischer Buchstabe      | ARABIC LIGATURE HAH WITH MEEM INITIAL FORM                                          | Arab. Lig. Ha und Mim Initialform                                                               |
| U+FCAB (64683) | ﲫ               | anderer Buchstabe, Silbe oder Ideogramm | arabischer Buchstabe      | ARABIC LIGATURE KHAH WITH JEEM INITIAL FORM                                         | Arab. Lig. Cha und Dschim Initialform                                                           |
| U+FCAC (64684) | ﲬ               | anderer Buchstabe, Silbe oder Ideogramm | arabischer Buchstabe      | ARABIC LIGATURE KHAH WITH MEEM INITIAL FORM                                         | Arab. Lig. Cha und Mim Initialform                                                              |
| U+FCAD (64685) | ﲭ               | anderer Buchstabe, Silbe oder Ideogramm | arabischer Buchstabe      | ARABIC LIGATURE SEEN WITH JEEM INITIAL FORM                                         | Arab. Lig. Sin und Dschim Initialform                                                           |
| U+FCAE (64686) | ﲮ               | anderer Buchstabe, Silbe oder Ideogramm | arabischer Buchstabe      | ARABIC LIGATURE SEEN WITH HAH INITIAL FORM                                          | Arab. Lig. Sin und Ha Initialform                                                               |
| U+FCAF (64687) | ﲯ               | anderer Buchstabe, Silbe oder Ideogramm | arabischer Buchstabe      | ARABIC LIGATURE SEEN WITH KHAH INITIAL FORM                                         | Arab. Lig. Sin und Cha Initialform                                                              |
| U+FCB0 (64688) | ﲰ               | anderer Buchstabe, Silbe oder Ideogramm | arabischer Buchstabe      | ARABIC LIGATURE SEEN WITH MEEM INITIAL FORM                                         | Arab. Lig. Sin und Mim Initialform                                                              |
| U+FCB1 (64689) | ﲱ               | anderer Buchstabe, Silbe oder Ideogramm | arabischer Buchstabe      | ARABIC LIGATURE SAD WITH HAH INITIAL FORM                                           | Arab. Lig. Sad und Ha Initialform                                                               |
| U+FCB2 (64690) | ﲲ               | anderer Buchstabe, Silbe oder Ideogramm | arabischer Buchstabe      | ARABIC LIGATURE SAD WITH KHAH INITIAL FORM                                          | Arab. Lig. Sad und Cha Initialform                                                              |
| U+FCB3 (64691) | ﲳ               | anderer Buchstabe, Silbe oder Ideogramm | arabischer Buchstabe      | ARABIC LIGATURE SAD WITH MEEM INITIAL FORM                                          | Arab. Lig. Sad und Mim Initialform                                                              |
| U+FCB4 (64692) | ﲴ               | anderer Buchstabe, Silbe oder Ideogramm | arabischer Buchstabe      | ARABIC LIGATURE DAD WITH JEEM INITIAL FORM                                          | Arab. Lig. Dad und Dschim Initialform                                                           |
| U+FCB5 (64693) | ﲵ               | anderer Buchstabe, Silbe oder Ideogramm | arabischer Buchstabe      | ARABIC LIGATURE DAD WITH HAH INITIAL FORM                                           | Arab. Lig. Dad und Ha Initialform                                                               |
| U+FCB6 (64694) | ﲶ               | anderer Buchstabe, Silbe oder Ideogramm | arabischer Buchstabe      | ARABIC LIGATURE DAD WITH KHAH INITIAL FORM                                          | Arab. Lig. Dad und Cha Initialform                                                              |
| U+FCB7 (64695) | ﲷ               | anderer Buchstabe, Silbe oder Ideogramm | arabischer Buchstabe      | ARABIC LIGATURE DAD WITH MEEM INITIAL FORM                                          | Arab. Lig. Dad und Mim Initialform                                                              |
| U+FCB8 (64696) | ﲸ               | anderer Buchstabe, Silbe oder Ideogramm | arabischer Buchstabe      | ARABIC LIGATURE TAH WITH HAH INITIAL FORM                                           | Arab. Lig. Ta und Ha Initialform                                                                |
| U+FCB9 (64697) | ﲹ               | anderer Buchstabe, Silbe oder Ideogramm | arabischer Buchstabe      | ARABIC LIGATURE ZAH WITH MEEM INITIAL FORM                                          | Arab. Lig. Za und Mim Initialform                                                               |
| U+FCBA (64698) | ﲺ               | anderer Buchstabe, Silbe oder Ideogramm | arabischer Buchstabe      | ARABIC LIGATURE AIN WITH JEEM INITIAL FORM                                          | Arab. Lig. Ain und Dschim Initialform                                                           |
| U+FCBB (64699) | ﲻ               | anderer Buchstabe, Silbe oder Ideogramm | arabischer Buchstabe      | ARABIC LIGATURE AIN WITH MEEM INITIAL FORM                                          | Arab. Lig. Ain und Mim Initialform                                                              |
| U+FCBC (64700) | ﲼ               | anderer Buchstabe, Silbe oder Ideogramm | arabischer Buchstabe      | ARABIC LIGATURE GHAIN WITH JEEM INITIAL FORM                                        | Arab. Lig. Ghain und Dschim Initialform                                                         |
| U+FCBD (64701) | ﲽ               | anderer Buchstabe, Silbe oder Ideogramm | arabischer Buchstabe      | ARABIC LIGATURE GHAIN WITH MEEM INITIAL FORM                                        | Arab. Lig. Ghain und Mim Initialform                                                            |
| U+FCBE (64702) | ﲾ               | anderer Buchstabe, Silbe oder Ideogramm | arabischer Buchstabe      | ARABIC LIGATURE FEH WITH JEEM INITIAL FORM                                          | Arab. Lig. Fa und Dschim Initialform                                                            |
| U+FCBF (64703) | ﲿ               | anderer Buchstabe, Silbe oder Ideogramm | arabischer Buchstabe      | ARABIC LIGATURE FEH WITH HAH INITIAL FORM                                           | Arab. Lig. Fa und Ha Initialform                                                                |
| U+FCC0 (64704) | ﳀ               | anderer Buchstabe, Silbe oder Ideogramm | arabischer Buchstabe      | ARABIC LIGATURE FEH WITH KHAH INITIAL FORM                                          | Arab. Lig. Fa und Cha Initialform                                                               |
| U+FCC1 (64705) | ﳁ               | anderer Buchstabe, Silbe oder Ideogramm | arabischer Buchstabe      | ARABIC LIGATURE FEH WITH MEEM INITIAL FORM                                          | Arab. Lig. Fa und Mim Initialform                                                               |
| U+FCC2 (64706) | ﳂ               | anderer Buchstabe, Silbe oder Ideogramm | arabischer Buchstabe      | ARABIC LIGATURE QAF WITH HAH INITIAL FORM                                           | Arab. Lig. Qaf und Ha Initialform                                                               |
| U+FCC3 (64707) | ﳃ               | anderer Buchstabe, Silbe oder Ideogramm | arabischer Buchstabe      | ARABIC LIGATURE QAF WITH MEEM INITIAL FORM                                          | Arab. Lig. Qaf und Mim Initialform                                                              |
| U+FCC4 (64708) | ﳄ               | anderer Buchstabe, Silbe oder Ideogramm | arabischer Buchstabe      | ARABIC LIGATURE KAF WITH JEEM INITIAL FORM                                          | Arab. Lig. Kaf und Dschim Initialform                                                           |
| U+FCC5 (64709) | ﳅ               | anderer Buchstabe, Silbe oder Ideogramm | arabischer Buchstabe      | ARABIC LIGATURE KAF WITH HAH INITIAL FORM                                           | Arab. Lig. Kaf und Ha Initialform                                                               |
| U+FCC6 (64710) | ﳆ               | anderer Buchstabe, Silbe oder Ideogramm | arabischer Buchstabe      | ARABIC LIGATURE KAF WITH KHAH INITIAL FORM                                          | Arab. Lig. Kaf und Cha Initialform                                                              |
| U+FCC7 (64711) | ﳇ               | anderer Buchstabe, Silbe oder Ideogramm | arabischer Buchstabe      | ARABIC LIGATURE KAF WITH LAM INITIAL FORM                                           | Arab. Lig. Kaf und Lam Initialform                                                              |
| U+FCC8 (64712) | ﳈ               | anderer Buchstabe, Silbe oder Ideogramm | arabischer Buchstabe      | ARABIC LIGATURE KAF WITH MEEM INITIAL FORM                                          | Arab. Lig. Kaf und Mim Initialform                                                              |
| U+FCC9 (64713) | ﳉ               | anderer Buchstabe, Silbe oder Ideogramm | arabischer Buchstabe      | ARABIC LIGATURE LAM WITH JEEM INITIAL FORM                                          | Arab. Lig. Lam und Dschim Initialform                                                           |
| U+FCCA (64714) | ﳊ               | anderer Buchstabe, Silbe oder Ideogramm | arabischer Buchstabe      | ARABIC LIGATURE LAM WITH HAH INITIAL FORM                                           | Arab. Lig. Lam und Ha Initialform                                                               |
| U+FCCB (64715) | ﳋ               | anderer Buchstabe, Silbe oder Ideogramm | arabischer Buchstabe      | ARABIC LIGATURE LAM WITH KHAH INITIAL FORM                                          | Arab. Lig. Lam und Cha Initialform                                                              |
| U+FCCC (64716) | ﳌ               | anderer Buchstabe, Silbe oder Ideogramm | arabischer Buchstabe      | ARABIC LIGATURE LAM WITH MEEM INITIAL FORM                                          | Arab. Lig. Lam und Mim Initialform                                                              |
| U+FCCD (64717) | ﳍ               | anderer Buchstabe, Silbe oder Ideogramm | arabischer Buchstabe      | ARABIC LIGATURE LAM WITH HEH INITIAL FORM                                           | Arab. Lig. Lam und Ha Initialform                                                               |
| U+FCCE (64718) | ﳎ               | anderer Buchstabe, Silbe oder Ideogramm | arabischer Buchstabe      | ARABIC LIGATURE MEEM WITH JEEM INITIAL FORM                                         | Arab. Lig. Mim und Dschim Initialform                                                           |
| U+FCCF (64719) | ﳏ               | anderer Buchstabe, Silbe oder Ideogramm | arabischer Buchstabe      | ARABIC LIGATURE MEEM WITH HAH INITIAL FORM                                          | Arab. Lig. Mim und Ha Initialform                                                               |
| U+FCD0 (64720) | ﳐ               | anderer Buchstabe, Silbe oder Ideogramm | arabischer Buchstabe      | ARABIC LIGATURE MEEM WITH KHAH INITIAL FORM                                         | Arab. Lig. Mim und Cha Initialform                                                              |
| U+FCD1 (64721) | ﳑ               | anderer Buchstabe, Silbe oder Ideogramm | arabischer Buchstabe      | ARABIC LIGATURE MEEM WITH MEEM INITIAL FORM                                         | Arab. Lig. Mim und Mim Initialform                                                              |
| U+FCD2 (64722) | ﳒ               | anderer Buchstabe, Silbe oder Ideogramm | arabischer Buchstabe      | ARABIC LIGATURE NOON WITH JEEM INITIAL FORM                                         | Arab. Lig. Nun und Dschim Initialform                                                           |
| U+FCD3 (64723) | ﳓ               | anderer Buchstabe, Silbe oder Ideogramm | arabischer Buchstabe      | ARABIC LIGATURE NOON WITH HAH INITIAL FORM                                          | Arab. Lig. Nun und Ha Initialform                                                               |
| U+FCD4 (64724) | ﳔ               | anderer Buchstabe, Silbe oder Ideogramm | arabischer Buchstabe      | ARABIC LIGATURE NOON WITH KHAH INITIAL FORM                                         | Arab. Lig. Nun und Cha Initialform                                                              |
| U+FCD5 (64725) | ﳕ               | anderer Buchstabe, Silbe oder Ideogramm | arabischer Buchstabe      | ARABIC LIGATURE NOON WITH MEEM INITIAL FORM                                         | Arab. Lig. Nun und Mim Initialform                                                              |
| U+FCD6 (64726) | ﳖ               | anderer Buchstabe, Silbe oder Ideogramm | arabischer Buchstabe      | ARABIC LIGATURE NOON WITH HEH INITIAL FORM                                          | Arab. Lig. Nun und Ha Initialform                                                               |
| U+FCD7 (64727) | ﳗ               | anderer Buchstabe, Silbe oder Ideogramm | arabischer Buchstabe      | ARABIC LIGATURE HEH WITH JEEM INITIAL FORM                                          | Arab. Lig. Ha und Dschim Initialform                                                            |
| U+FCD8 (64728) | ﳘ               | anderer Buchstabe, Silbe oder Ideogramm | arabischer Buchstabe      | ARABIC LIGATURE HEH WITH MEEM INITIAL FORM                                          | Arab. Lig. Ha und Mim Initialform                                                               |
| U+FCD9 (64729) | ﳙ               | anderer Buchstabe, Silbe oder Ideogramm | arabischer Buchstabe      | ARABIC LIGATURE HEH WITH SUPERSCRIPT ALEF INITIAL FORM                              | Arab. Lig. Ha mit hochgestelltem Alif Initialform                                               |
| U+FCDA (64730) | ﳚ               | anderer Buchstabe, Silbe oder Ideogramm | arabischer Buchstabe      | ARABIC LIGATURE YEH WITH JEEM INITIAL FORM                                          | Arab. Lig. Ya und Dschim Initialform                                                            |
| U+FCDB (64731) | ﳛ               | anderer Buchstabe, Silbe oder Ideogramm | arabischer Buchstabe      | ARABIC LIGATURE YEH WITH HAH INITIAL FORM                                           | Arab. Lig. Ya und Ha Initialform                                                                |
| U+FCDC (64732) | ﳜ               | anderer Buchstabe, Silbe oder Ideogramm | arabischer Buchstabe      | ARABIC LIGATURE YEH WITH KHAH INITIAL FORM                                          | Arab. Lig. Ya und Cha Initialform                                                               |
| U+FCDD (64733) | ﳝ               | anderer Buchstabe, Silbe oder Ideogramm | arabischer Buchstabe      | ARABIC LIGATURE YEH WITH MEEM INITIAL FORM                                          | Arab. Lig. Ya und Mim Initialform                                                               |
| U+FCDE (64734) | ﳞ               | anderer Buchstabe, Silbe oder Ideogramm | arabischer Buchstabe      | ARABIC LIGATURE YEH WITH HEH INITIAL FORM                                           | Arab. Lig. Ya und Ha Initialform                                                                |
| U+FCDF (64735) | ﳟ               | anderer Buchstabe, Silbe oder Ideogramm | arabischer Buchstabe      | ARABIC LIGATURE YEH WITH HAMZA ABOVE WITH MEEM MEDIAL FORM                          | Arab. Lig. Ya mit übergesetztem Hamza und Mim Medialform                                        |
| U+FCE0 (64736) | ﳠ               | anderer Buchstabe, Silbe oder Ideogramm | arabischer Buchstabe      | ARABIC LIGATURE YEH WITH HAMZA ABOVE WITH HEH MEDIAL FORM                           | Arab. Lig. Ya mit übergesetztem Hamza und Ha Medialform                                         |
| U+FCE1 (64737) | ﳡ               | anderer Buchstabe, Silbe oder Ideogramm | arabischer Buchstabe      | ARABIC LIGATURE BEH WITH MEEM MEDIAL FORM                                           | Arab. Lig. Ba und Mim Medialform                                                                |
| U+FCE2 (64738) | ﳢ               | anderer Buchstabe, Silbe oder Ideogramm | arabischer Buchstabe      | ARABIC LIGATURE BEH WITH HEH MEDIAL FORM                                            | Arab. Lig. Ba und Ha Medialform                                                                 |
| U+FCE3 (64739) | ﳣ               | anderer Buchstabe, Silbe oder Ideogramm | arabischer Buchstabe      | ARABIC LIGATURE TEH WITH MEEM MEDIAL FORM                                           | Arab. Lig. Ta und Mim Medialform                                                                |
| U+FCE4 (64740) | ﳤ               | anderer Buchstabe, Silbe oder Ideogramm | arabischer Buchstabe      | ARABIC LIGATURE TEH WITH HEH MEDIAL FORM                                            | Arab. Lig. Ta und Ha Medialform                                                                 |
| U+FCE5 (64741) | ﳥ               | anderer Buchstabe, Silbe oder Ideogramm | arabischer Buchstabe      | ARABIC LIGATURE THEH WITH MEEM MEDIAL FORM                                          | Arab. Lig. Tha und Mim Medialform                                                               |
| U+FCE6 (64742) | ﳦ               | anderer Buchstabe, Silbe oder Ideogramm | arabischer Buchstabe      | ARABIC LIGATURE THEH WITH HEH MEDIAL FORM                                           | Arab. Lig. Tha und Ha Medialform                                                                |
| U+FCE7 (64743) | ﳧ               | anderer Buchstabe, Silbe oder Ideogramm | arabischer Buchstabe      | ARABIC LIGATURE SEEN WITH MEEM MEDIAL FORM                                          | Arab. Lig. Sin und Mim Medialform                                                               |
| U+FCE8 (64744) | ﳨ               | anderer Buchstabe, Silbe oder Ideogramm | arabischer Buchstabe      | ARABIC LIGATURE SEEN WITH HEH MEDIAL FORM                                           | Arab. Lig. Sin und Ha Medialform                                                                |
| U+FCE9 (64745) | ﳩ               | anderer Buchstabe, Silbe oder Ideogramm | arabischer Buchstabe      | ARABIC LIGATURE SHEEN WITH MEEM MEDIAL FORM                                         | Arab. Lig. Schin und Mim Medialform                                                             |
| U+FCEA (64746) | ﳪ               | anderer Buchstabe, Silbe oder Ideogramm | arabischer Buchstabe      | ARABIC LIGATURE SHEEN WITH HEH MEDIAL FORM                                          | Arab. Lig. Schin und Ha Medialform                                                              |
| U+FCEB (64747) | ﳫ               | anderer Buchstabe, Silbe oder Ideogramm | arabischer Buchstabe      | ARABIC LIGATURE KAF WITH LAM MEDIAL FORM                                            | Arab. Lig. Kaf und Lam Medialform                                                               |
| U+FCEC (64748) | ﳬ               | anderer Buchstabe, Silbe oder Ideogramm | arabischer Buchstabe      | ARABIC LIGATURE KAF WITH MEEM MEDIAL FORM                                           | Arab. Lig. Kaf und Mim Medialform                                                               |
| U+FCED (64749) | ﳭ               | anderer Buchstabe, Silbe oder Ideogramm | arabischer Buchstabe      | ARABIC LIGATURE LAM WITH MEEM MEDIAL FORM                                           | Arab. Lig. Lam und Mim Medialform                                                               |
| U+FCEE (64750) | ﳮ               | anderer Buchstabe, Silbe oder Ideogramm | arabischer Buchstabe      | ARABIC LIGATURE NOON WITH MEEM MEDIAL FORM                                          | Arab. Lig. Nun und Mim Medialform                                                               |
| U+FCEF (64751) | ﳯ               | anderer Buchstabe, Silbe oder Ideogramm | arabischer Buchstabe      | ARABIC LIGATURE NOON WITH HEH MEDIAL FORM                                           | Arab. Lig. Nun und Ha Medialform                                                                |
| U+FCF0 (64752) | ﳰ               | anderer Buchstabe, Silbe oder Ideogramm | arabischer Buchstabe      | ARABIC LIGATURE YEH WITH MEEM MEDIAL FORM                                           | Arab. Lig. Ya und Mim Medialform                                                                |
| U+FCF1 (64753) | ﳱ               | anderer Buchstabe, Silbe oder Ideogramm | arabischer Buchstabe      | ARABIC LIGATURE YEH WITH HEH MEDIAL FORM                                            | Arab. Lig. Ya und Ha Medialform                                                                 |
| U+FCF2 (64754) | ﳲ               | anderer Buchstabe, Silbe oder Ideogramm | arabischer Buchstabe      | ARABIC LIGATURE SHADDA WITH FATHA MEDIAL FORM                                       | Arab. Lig. Schadda mit Fatha Medialform                                                         |
| U+FCF3 (64755) | ﳳ               | anderer Buchstabe, Silbe oder Ideogramm | arabischer Buchstabe      | ARABIC LIGATURE SHADDA WITH DAMMA MEDIAL FORM                                       | Arab. Lig. Schadda mit Damma Medialform                                                         |
| U+FCF4 (64756) | ﳴ               | anderer Buchstabe, Silbe oder Ideogramm | arabischer Buchstabe      | ARABIC LIGATURE SHADDA WITH KASRA MEDIAL FORM                                       | Arab. Lig. Schadda mit Kasra Medialform                                                         |
| U+FCF5 (64757) | ﳵ               | anderer Buchstabe, Silbe oder Ideogramm | arabischer Buchstabe      | ARABIC LIGATURE TAH WITH ALEF MAKSURA ISOLATED FORM                                 | Arab. Lig. Ta und Alif maqsura isolierte Form                                                   |
| U+FCF6 (64758) | ﳶ               | anderer Buchstabe, Silbe oder Ideogramm | arabischer Buchstabe      | ARABIC LIGATURE TAH WITH YEH ISOLATED FORM                                          | Arab. Lig. Ta und Ya isolierte Form                                                             |
| U+FCF7 (64759) | ﳷ               | anderer Buchstabe, Silbe oder Ideogramm | arabischer Buchstabe      | ARABIC LIGATURE AIN WITH ALEF MAKSURA ISOLATED FORM                                 | Arab. Lig. Ain und Alif maqsura isolierte Form                                                  |
| U+FCF8 (64760) | ﳸ               | anderer Buchstabe, Silbe oder Ideogramm | arabischer Buchstabe      | ARABIC LIGATURE AIN WITH YEH ISOLATED FORM                                          | Arab. Lig. Ain und Ya isolierte Form                                                            |
| U+FCF9 (64761) | ﳹ               | anderer Buchstabe, Silbe oder Ideogramm | arabischer Buchstabe      | ARABIC LIGATURE GHAIN WITH ALEF MAKSURA ISOLATED FORM                               | Arab. Lig. Ghain und Alif maqsura isolierte Form                                                |
| U+FCFA (64762) | ﳺ               | anderer Buchstabe, Silbe oder Ideogramm | arabischer Buchstabe      | ARABIC LIGATURE GHAIN WITH YEH ISOLATED FORM                                        | Arab. Lig. Ghain und Ya isolierte Form                                                          |
| U+FCFB (64763) | ﳻ               | anderer Buchstabe, Silbe oder Ideogramm | arabischer Buchstabe      | ARABIC LIGATURE SEEN WITH ALEF MAKSURA ISOLATED FORM                                | Arab. Lig. Sin und Alif maqsura isolierte Form                                                  |
| U+FCFC (64764) | ﳼ               | anderer Buchstabe, Silbe oder Ideogramm | arabischer Buchstabe      | ARABIC LIGATURE SEEN WITH YEH ISOLATED FORM                                         | Arab. Lig. Sin und Ya isolierte Form                                                            |
| U+FCFD (64765) | ﳽ               | anderer Buchstabe, Silbe oder Ideogramm | arabischer Buchstabe      | ARABIC LIGATURE SHEEN WITH ALEF MAKSURA ISOLATED FORM                               | Arab. Lig. Schin und Alif maqsura isolierte Form                                                |
| U+FCFE (64766) | ﳾ               | anderer Buchstabe, Silbe oder Ideogramm | arabischer Buchstabe      | ARABIC LIGATURE SHEEN WITH YEH ISOLATED FORM                                        | Arab. Lig. Schin und Ya isolierte Form                                                          |
| U+FCFF (64767) | ﳿ               | anderer Buchstabe, Silbe oder Ideogramm | arabischer Buchstabe      | ARABIC LIGATURE HAH WITH ALEF MAKSURA ISOLATED FORM                                 | Arab. Lig. Ha und Alif maqsura isolierte Form                                                   |
| U+FD00 (64768) | ﴀ               | anderer Buchstabe, Silbe oder Ideogramm | arabischer Buchstabe      | ARABIC LIGATURE HAH WITH YEH ISOLATED FORM                                          | Arab. Lig. Ha und Ya isolierte Form                                                             |
| U+FD01 (64769) | ﴁ               | anderer Buchstabe, Silbe oder Ideogramm | arabischer Buchstabe      | ARABIC LIGATURE JEEM WITH ALEF MAKSURA ISOLATED FORM                                | Arab. Lig. Dschim und Alif maqsura isolierte Form                                               |
| U+FD02 (64770) | ﴂ               | anderer Buchstabe, Silbe oder Ideogramm | arabischer Buchstabe      | ARABIC LIGATURE JEEM WITH YEH ISOLATED FORM                                         | Arab. Lig. Dschim und Ya isolierte Form                                                         |
| U+FD03 (64771) | ﴃ               | anderer Buchstabe, Silbe oder Ideogramm | arabischer Buchstabe      | ARABIC LIGATURE KHAH WITH ALEF MAKSURA ISOLATED FORM                                | Arab. Lig. Cha und Alif maqsura isolierte Form                                                  |
| U+FD04 (64772) | ﴄ               | anderer Buchstabe, Silbe oder Ideogramm | arabischer Buchstabe      | ARABIC LIGATURE KHAH WITH YEH ISOLATED FORM                                         | Arab. Lig. Cha und Ya isolierte Form                                                            |
| U+FD05 (64773) | ﴅ               | anderer Buchstabe, Silbe oder Ideogramm | arabischer Buchstabe      | ARABIC LIGATURE SAD WITH ALEF MAKSURA ISOLATED FORM                                 | Arab. Lig. Sad und Alif maqsura isolierte Form                                                  |
| U+FD06 (64774) | ﴆ               | anderer Buchstabe, Silbe oder Ideogramm | arabischer Buchstabe      | ARABIC LIGATURE SAD WITH YEH ISOLATED FORM                                          | Arab. Lig. Sad und Ya isolierte Form                                                            |
| U+FD07 (64775) | ﴇ               | anderer Buchstabe, Silbe oder Ideogramm | arabischer Buchstabe      | ARABIC LIGATURE DAD WITH ALEF MAKSURA ISOLATED FORM                                 | Arab. Lig. Dad und Alif maqsura isolierte Form                                                  |
| U+FD08 (64776) | ﴈ               | anderer Buchstabe, Silbe oder Ideogramm | arabischer Buchstabe      | ARABIC LIGATURE DAD WITH YEH ISOLATED FORM                                          | Arab. Lig. Dad und Ya isolierte Form                                                            |
| U+FD09 (64777) | ﴉ               | anderer Buchstabe, Silbe oder Ideogramm | arabischer Buchstabe      | ARABIC LIGATURE SHEEN WITH JEEM ISOLATED FORM                                       | Arab. Lig. Schin und Dschim isolierte Form                                                      |
| U+FD0A (64778) | ﴊ               | anderer Buchstabe, Silbe oder Ideogramm | arabischer Buchstabe      | ARABIC LIGATURE SHEEN WITH HAH ISOLATED FORM                                        | Arab. Lig. Schin und Ha isolierte Form                                                          |
| U+FD0B (64779) | ﴋ               | anderer Buchstabe, Silbe oder Ideogramm | arabischer Buchstabe      | ARABIC LIGATURE SHEEN WITH KHAH ISOLATED FORM                                       | Arab. Lig. Schin und Cha isolierte Form                                                         |
| U+FD0C (64780) | ﴌ               | anderer Buchstabe, Silbe oder Ideogramm | arabischer Buchstabe      | ARABIC LIGATURE SHEEN WITH MEEM ISOLATED FORM                                       | Arab. Lig. Schin und Mim isolierte Form                                                         |
| U+FD0D (64781) | ﴍ               | anderer Buchstabe, Silbe oder Ideogramm | arabischer Buchstabe      | ARABIC LIGATURE SHEEN WITH REH ISOLATED FORM                                        | Arab. Lig. Schin und Ra isolierte Form                                                          |
| U+FD0E (64782) | ﴎ               | anderer Buchstabe, Silbe oder Ideogramm | arabischer Buchstabe      | ARABIC LIGATURE SEEN WITH REH ISOLATED FORM                                         | Arab. Lig. Sin und Ra isolierte Form                                                            |
| U+FD0F (64783) | ﴏ               | anderer Buchstabe, Silbe oder Ideogramm | arabischer Buchstabe      | ARABIC LIGATURE SAD WITH REH ISOLATED FORM                                          | Arab. Lig. Sad und Ra isolierte Form                                                            |
| U+FD10 (64784) | ﴐ               | anderer Buchstabe, Silbe oder Ideogramm | arabischer Buchstabe      | ARABIC LIGATURE DAD WITH REH ISOLATED FORM                                          | Arab. Lig. Dad und Ra isolierte Form                                                            |
| U+FD11 (64785) | ﴑ               | anderer Buchstabe, Silbe oder Ideogramm | arabischer Buchstabe      | ARABIC LIGATURE TAH WITH ALEF MAKSURA FINAL FORM                                    | Arab. Lig. Ta und Alif maqsura Finalform                                                        |
| U+FD12 (64786) | ﴒ               | anderer Buchstabe, Silbe oder Ideogramm | arabischer Buchstabe      | ARABIC LIGATURE TAH WITH YEH FINAL FORM                                             | Arab. Lig. Ta und Ya Finalform                                                                  |
| U+FD13 (64787) | ﴓ               | anderer Buchstabe, Silbe oder Ideogramm | arabischer Buchstabe      | ARABIC LIGATURE AIN WITH ALEF MAKSURA FINAL FORM                                    | Arab. Lig. Ain und Alif maqsura Finalform                                                       |
| U+FD14 (64788) | ﴔ               | anderer Buchstabe, Silbe oder Ideogramm | arabischer Buchstabe      | ARABIC LIGATURE AIN WITH YEH FINAL FORM                                             | Arab. Lig. Ain und Ya Finalform                                                                 |
| U+FD15 (64789) | ﴕ               | anderer Buchstabe, Silbe oder Ideogramm | arabischer Buchstabe      | ARABIC LIGATURE GHAIN WITH ALEF MAKSURA FINAL FORM                                  | Arab. Lig. Ghain und Alif maqsura Finalform                                                     |
| U+FD16 (64790) | ﴖ               | anderer Buchstabe, Silbe oder Ideogramm | arabischer Buchstabe      | ARABIC LIGATURE GHAIN WITH YEH FINAL FORM                                           | Arab. Lig. Ghain und Ya Finalform                                                               |
| U+FD17 (64791) | ﴗ               | anderer Buchstabe, Silbe oder Ideogramm | arabischer Buchstabe      | ARABIC LIGATURE SEEN WITH ALEF MAKSURA FINAL FORM                                   | Arab. Lig. Sin und Alif maqsura Finalform                                                       |
| U+FD18 (64792) | ﴘ               | anderer Buchstabe, Silbe oder Ideogramm | arabischer Buchstabe      | ARABIC LIGATURE SEEN WITH YEH FINAL FORM                                            | Arab. Lig. Sin und Ya Finalform                                                                 |
| U+FD19 (64793) | ﴙ               | anderer Buchstabe, Silbe oder Ideogramm | arabischer Buchstabe      | ARABIC LIGATURE SHEEN WITH ALEF MAKSURA FINAL FORM                                  | Arab. Lig. Schin und Alif maqsura Finalform                                                     |
| U+FD1A (64794) | ﴚ               | anderer Buchstabe, Silbe oder Ideogramm | arabischer Buchstabe      | ARABIC LIGATURE SHEEN WITH YEH FINAL FORM                                           | Arab. Lig. Schin und Ya Finalform                                                               |
| U+FD1B (64795) | ﴛ               | anderer Buchstabe, Silbe oder Ideogramm | arabischer Buchstabe      | ARABIC LIGATURE HAH WITH ALEF MAKSURA FINAL FORM                                    | Arab. Lig. Ha und Alif maqsura Finalform                                                        |
| U+FD1C (64796) | ﴜ               | anderer Buchstabe, Silbe oder Ideogramm | arabischer Buchstabe      | ARABIC LIGATURE HAH WITH YEH FINAL FORM                                             | Arab. Lig. Ha und Ya Finalform                                                                  |
| U+FD1D (64797) | ﴝ               | anderer Buchstabe, Silbe oder Ideogramm | arabischer Buchstabe      | ARABIC LIGATURE JEEM WITH ALEF MAKSURA FINAL FORM                                   | Arab. Lig. Dschim und Alif maqsura Finalform                                                    |
| U+FD1E (64798) | ﴞ               | anderer Buchstabe, Silbe oder Ideogramm | arabischer Buchstabe      | ARABIC LIGATURE JEEM WITH YEH FINAL FORM                                            | Arab. Lig. Dschim und Ya Finalform                                                              |
| U+FD1F (64799) | ﴟ               | anderer Buchstabe, Silbe oder Ideogramm | arabischer Buchstabe      | ARABIC LIGATURE KHAH WITH ALEF MAKSURA FINAL FORM                                   | Arab. Lig. Cha und Alif maqsura Finalform                                                       |
| U+FD20 (64800) | ﴠ               | anderer Buchstabe, Silbe oder Ideogramm | arabischer Buchstabe      | ARABIC LIGATURE KHAH WITH YEH FINAL FORM                                            | Arab. Lig. Cha und Ya Finalform                                                                 |
| U+FD21 (64801) | ﴡ               | anderer Buchstabe, Silbe oder Ideogramm | arabischer Buchstabe      | ARABIC LIGATURE SAD WITH ALEF MAKSURA FINAL FORM                                    | Arab. Lig. Sad und Alif maqsura Finalform                                                       |
| U+FD22 (64802) | ﴢ               | anderer Buchstabe, Silbe oder Ideogramm | arabischer Buchstabe      | ARABIC LIGATURE SAD WITH YEH FINAL FORM                                             | Arab. Lig. Sad und Ya Finalform                                                                 |
| U+FD23 (64803) | ﴣ               | anderer Buchstabe, Silbe oder Ideogramm | arabischer Buchstabe      | ARABIC LIGATURE DAD WITH ALEF MAKSURA FINAL FORM                                    | Arab. Lig. Dad und Alif maqsura Finalform                                                       |
| U+FD24 (64804) | ﴤ               | anderer Buchstabe, Silbe oder Ideogramm | arabischer Buchstabe      | ARABIC LIGATURE DAD WITH YEH FINAL FORM                                             | Arab. Lig. Dad und Ya Finalform                                                                 |
| U+FD25 (64805) | ﴥ               | anderer Buchstabe, Silbe oder Ideogramm | arabischer Buchstabe      | ARABIC LIGATURE SHEEN WITH JEEM FINAL FORM                                          | Arab. Lig. Schin und Dschim Finalform                                                           |
| U+FD26 (64806) | ﴦ               | anderer Buchstabe, Silbe oder Ideogramm | arabischer Buchstabe      | ARABIC LIGATURE SHEEN WITH HAH FINAL FORM                                           | Arab. Lig. Schin und Ha Finalform                                                               |
| U+FD27 (64807) | ﴧ               | anderer Buchstabe, Silbe oder Ideogramm | arabischer Buchstabe      | ARABIC LIGATURE SHEEN WITH KHAH FINAL FORM                                          | Arab. Lig. Schin und Cha Finalform                                                              |
| U+FD28 (64808) | ﴨ               | anderer Buchstabe, Silbe oder Ideogramm | arabischer Buchstabe      | ARABIC LIGATURE SHEEN WITH MEEM FINAL FORM                                          | Arab. Lig. Schin und Mim Finalform                                                              |
| U+FD29 (64809) | ﴩ               | anderer Buchstabe, Silbe oder Ideogramm | arabischer Buchstabe      | ARABIC LIGATURE SHEEN WITH REH FINAL FORM                                           | Arab. Lig. Schin und Ra Finalform                                                               |
| U+FD2A (64810) | ﴪ               | anderer Buchstabe, Silbe oder Ideogramm | arabischer Buchstabe      | ARABIC LIGATURE SEEN WITH REH FINAL FORM                                            | Arab. Lig. Sin und Ra Finalform                                                                 |
| U+FD2B (64811) | ﴫ               | anderer Buchstabe, Silbe oder Ideogramm | arabischer Buchstabe      | ARABIC LIGATURE SAD WITH REH FINAL FORM                                             | Arab. Lig. Sad und Ra Finalform                                                                 |
| U+FD2C (64812) | ﴬ               | anderer Buchstabe, Silbe oder Ideogramm | arabischer Buchstabe      | ARABIC LIGATURE DAD WITH REH FINAL FORM                                             | Arab. Lig. Dad und Ra Finalform                                                                 |
| U+FD2D (64813) | ﴭ               | anderer Buchstabe, Silbe oder Ideogramm | arabischer Buchstabe      | ARABIC LIGATURE SHEEN WITH JEEM INITIAL FORM                                        | Arab. Lig. Schin und Dschim Finalform                                                           |
| U+FD2E (64814) | ﴮ               | anderer Buchstabe, Silbe oder Ideogramm | arabischer Buchstabe      | ARABIC LIGATURE SHEEN WITH HAH INITIAL FORM                                         | Arab. Lig. Schin und Ha Initialform                                                             |
| U+FD2F (64815) | ﴯ               | anderer Buchstabe, Silbe oder Ideogramm | arabischer Buchstabe      | ARABIC LIGATURE SHEEN WITH KHAH INITIAL FORM                                        | Arab. Lig. Schin und Cha Initialform                                                            |
| U+FD30 (64816) | ﴰ               | anderer Buchstabe, Silbe oder Ideogramm | arabischer Buchstabe      | ARABIC LIGATURE SHEEN WITH MEEM INITIAL FORM                                        | Arab. Lig. Schin und Mim Initialform                                                            |
| U+FD31 (64817) | ﴱ               | anderer Buchstabe, Silbe oder Ideogramm | arabischer Buchstabe      | ARABIC LIGATURE SEEN WITH HEH INITIAL FORM                                          | Arab. Lig. Sin und Ha Initialform                                                               |
| U+FD32 (64818) | ﴲ               | anderer Buchstabe, Silbe oder Ideogramm | arabischer Buchstabe      | ARABIC LIGATURE SHEEN WITH HEH INITIAL FORM                                         | Arab. Lig. Schin und Ha Initialform                                                             |
| U+FD33 (64819) | ﴳ               | anderer Buchstabe, Silbe oder Ideogramm | arabischer Buchstabe      | ARABIC LIGATURE TAH WITH MEEM INITIAL FORM                                          | Arab. Lig. Ta und Mim Initialform                                                               |
| U+FD34 (64820) | ﴴ               | anderer Buchstabe, Silbe oder Ideogramm | arabischer Buchstabe      | ARABIC LIGATURE SEEN WITH JEEM MEDIAL FORM                                          | Arab. Lig. Sin und Dschim Medialform                                                            |
| U+FD35 (64821) | ﴵ               | anderer Buchstabe, Silbe oder Ideogramm | arabischer Buchstabe      | ARABIC LIGATURE SEEN WITH HAH MEDIAL FORM                                           | Arab. Lig. Sin und Ha Medialform                                                                |
| U+FD36 (64822) | ﴶ               | anderer Buchstabe, Silbe oder Ideogramm | arabischer Buchstabe      | ARABIC LIGATURE SEEN WITH KHAH MEDIAL FORM                                          | Arab. Lig. Sin und Cha Medialform                                                               |
| U+FD37 (64823) | ﴷ               | anderer Buchstabe, Silbe oder Ideogramm | arabischer Buchstabe      | ARABIC LIGATURE SHEEN WITH JEEM MEDIAL FORM                                         | Arab. Lig. Schin und Dschim Medialform                                                          |
| U+FD38 (64824) | ﴸ               | anderer Buchstabe, Silbe oder Ideogramm | arabischer Buchstabe      | ARABIC LIGATURE SHEEN WITH HAH MEDIAL FORM                                          | Arab. Lig. Schin und Ha Medialform                                                              |
| U+FD39 (64825) | ﴹ               | anderer Buchstabe, Silbe oder Ideogramm | arabischer Buchstabe      | ARABIC LIGATURE SHEEN WITH KHAH MEDIAL FORM                                         | Arab. Lig. Schin und Cha Medialform                                                             |
| U+FD3A (64826) | ﴺ               | anderer Buchstabe, Silbe oder Ideogramm | arabischer Buchstabe      | ARABIC LIGATURE TAH WITH MEEM MEDIAL FORM                                           | Arab. Lig. Ta und Mim Medialform                                                                |
| U+FD3B (64827) | ﴻ               | anderer Buchstabe, Silbe oder Ideogramm | arabischer Buchstabe      | ARABIC LIGATURE ZAH WITH MEEM MEDIAL FORM                                           | Arab. Lig. Za und Mim Medialform                                                                |
| U+FD3C (64828) | ﴼ               | anderer Buchstabe, Silbe oder Ideogramm | arabischer Buchstabe      | ARABIC LIGATURE ALEF WITH FATHATAN FINAL FORM                                       | Arab. Lig. Alif mit Fathatan Finalform                                                          |
| U+FD3D (64829) | ﴽ               | anderer Buchstabe, Silbe oder Ideogramm | arabischer Buchstabe      | ARABIC LIGATURE ALEF WITH FATHATAN ISOLATED FORM                                    | Arab. Lig. Alif mit Fathatan isolierte Form                                                     |
| U+FD3E (64830) | ﴾               | schließende Punktierung (eines Paars)   | anderes neutrales Zeichen | ORNATE LEFT PARENTHESIS                                                             | Geschmückte linke Klammer                                                                       |
| U+FD3F (64831) | ﴿               | öffnende Punktierung (eines Paars)      | anderes neutrales Zeichen | ORNATE RIGHT PARENTHESIS                                                            | Geschmückte rechte Klammer                                                                      |
| U+FD50 (64848) | ﵐ               | anderer Buchstabe, Silbe oder Ideogramm | arabischer Buchstabe      | ARABIC LIGATURE TEH WITH JEEM WITH MEEM INITIAL FORM                                | Arab. Lig. Ta, Dschim und Mim Initialform                                                       |
| U+FD51 (64849) | ﵑ               | anderer Buchstabe, Silbe oder Ideogramm | arabischer Buchstabe      | ARABIC LIGATURE TEH WITH HAH WITH JEEM FINAL FORM                                   | Arab. Lig. Ta, Ha und Dschim Finalform                                                          |
| U+FD52 (64850) | ﵒ               | anderer Buchstabe, Silbe oder Ideogramm | arabischer Buchstabe      | ARABIC LIGATURE TEH WITH HAH WITH JEEM INITIAL FORM                                 | Arab. Lig. Ta, Ha und Dschim Initialform                                                        |
| U+FD53 (64851) | ﵓ               | anderer Buchstabe, Silbe oder Ideogramm | arabischer Buchstabe      | ARABIC LIGATURE TEH WITH HAH WITH MEEM INITIAL FORM                                 | Arab. Lig. Ta, Ha und Mim Initialform                                                           |
| U+FD54 (64852) | ﵔ               | anderer Buchstabe, Silbe oder Ideogramm | arabischer Buchstabe      | ARABIC LIGATURE TEH WITH KHAH WITH MEEM INITIAL FORM                                | Arab. Lig. Ta, Cha und Mim Initialform                                                          |
| U+FD55 (64853) | ﵕ               | anderer Buchstabe, Silbe oder Ideogramm | arabischer Buchstabe      | ARABIC LIGATURE TEH WITH MEEM WITH JEEM INITIAL FORM                                | Arab. Lig. Ta, Mim und Dschim Initialform                                                       |
| U+FD56 (64854) | ﵖ               | anderer Buchstabe, Silbe oder Ideogramm | arabischer Buchstabe      | ARABIC LIGATURE TEH WITH MEEM WITH HAH INITIAL FORM                                 | Arab. Lig. Ta, Mim und Ha Initialform                                                           |
| U+FD57 (64855) | ﵗ               | anderer Buchstabe, Silbe oder Ideogramm | arabischer Buchstabe      | ARABIC LIGATURE TEH WITH MEEM WITH KHAH INITIAL FORM                                | Arab. Lig. Ta, Mim und Cha Initialform                                                          |
| U+FD58 (64856) | ﵘ               | anderer Buchstabe, Silbe oder Ideogramm | arabischer Buchstabe      | ARABIC LIGATURE JEEM WITH MEEM WITH HAH FINAL FORM                                  | Arab. Lig. Dschim, Mim und Ha Finalform                                                         |
| U+FD59 (64857) | ﵙ               | anderer Buchstabe, Silbe oder Ideogramm | arabischer Buchstabe      | ARABIC LIGATURE JEEM WITH MEEM WITH HAH INITIAL FORM                                | Arab. Lig. Dschim, Mim und Ha Initialform                                                       |
| U+FD5A (64858) | ﵚ               | anderer Buchstabe, Silbe oder Ideogramm | arabischer Buchstabe      | ARABIC LIGATURE HAH WITH MEEM WITH YEH FINAL FORM                                   | Arab. Lig. Ha, Mim und Ya Finalform                                                             |
| U+FD5B (64859) | ﵛ               | anderer Buchstabe, Silbe oder Ideogramm | arabischer Buchstabe      | ARABIC LIGATURE HAH WITH MEEM WITH ALEF MAKSURA FINAL FORM                          | Arab. Lig. Ha, Mim und Alif maqsura Finalform                                                   |
| U+FD5C (64860) | ﵜ               | anderer Buchstabe, Silbe oder Ideogramm | arabischer Buchstabe      | ARABIC LIGATURE SEEN WITH HAH WITH JEEM INITIAL FORM                                | Arab. Lig. Sin, Ha und Dschim Initialform                                                       |
| U+FD5D (64861) | ﵝ               | anderer Buchstabe, Silbe oder Ideogramm | arabischer Buchstabe      | ARABIC LIGATURE SEEN WITH JEEM WITH HAH INITIAL FORM                                | Arab. Lig. Sin, Dschim und Ha Initialform                                                       |
| U+FD5E (64862) | ﵞ               | anderer Buchstabe, Silbe oder Ideogramm | arabischer Buchstabe      | ARABIC LIGATURE SEEN WITH JEEM WITH ALEF MAKSURA FINAL FORM                         | Arab. Lig. Sin, Dschim und Alif maqsura Finalform                                               |
| U+FD5F (64863) | ﵟ               | anderer Buchstabe, Silbe oder Ideogramm | arabischer Buchstabe      | ARABIC LIGATURE SEEN WITH MEEM WITH HAH FINAL FORM                                  | Arab. Lig. Sin, Mim und Ha Finalform                                                            |
| U+FD60 (64864) | ﵠ               | anderer Buchstabe, Silbe oder Ideogramm | arabischer Buchstabe      | ARABIC LIGATURE SEEN WITH MEEM WITH HAH INITIAL FORM                                | Arab. Lig. Sin, Mim und Ha Initialform                                                          |
| U+FD61 (64865) | ﵡ               | anderer Buchstabe, Silbe oder Ideogramm | arabischer Buchstabe      | ARABIC LIGATURE SEEN WITH MEEM WITH JEEM INITIAL FORM                               | Arab. Lig. Sin, Mim und Dschim Initialform                                                      |
| U+FD62 (64866) | ﵢ               | anderer Buchstabe, Silbe oder Ideogramm | arabischer Buchstabe      | ARABIC LIGATURE SEEN WITH MEEM WITH MEEM FINAL FORM                                 | Arab. Lig. Sin, Mim und Mim Finalform                                                           |
| U+FD63 (64867) | ﵣ               | anderer Buchstabe, Silbe oder Ideogramm | arabischer Buchstabe      | ARABIC LIGATURE SEEN WITH MEEM WITH MEEM INITIAL FORM                               | Arab. Lig. Sin, Mim und Mim Initialform                                                         |
| U+FD64 (64868) | ﵤ               | anderer Buchstabe, Silbe oder Ideogramm | arabischer Buchstabe      | ARABIC LIGATURE SAD WITH HAH WITH HAH FINAL FORM                                    | Arab. Lig. Sad, Ha und Ha Finalform                                                             |
| U+FD65 (64869) | ﵥ               | anderer Buchstabe, Silbe oder Ideogramm | arabischer Buchstabe      | ARABIC LIGATURE SAD WITH HAH WITH HAH INITIAL FORM                                  | Arab. Lig. Sad, Ha und Ha Initialform                                                           |
| U+FD66 (64870) | ﵦ               | anderer Buchstabe, Silbe oder Ideogramm | arabischer Buchstabe      | ARABIC LIGATURE SAD WITH MEEM WITH MEEM FINAL FORM                                  | Arab. Lig. Sad, Mim und Mim Finalform                                                           |
| U+FD67 (64871) | ﵧ               | anderer Buchstabe, Silbe oder Ideogramm | arabischer Buchstabe      | ARABIC LIGATURE SHEEN WITH HAH WITH MEEM FINAL FORM                                 | Arab. Lig. Schin, Ha und Mim Finalform                                                          |
| U+FD68 (64872) | ﵨ               | anderer Buchstabe, Silbe oder Ideogramm | arabischer Buchstabe      | ARABIC LIGATURE SHEEN WITH HAH WITH MEEM INITIAL FORM                               | Arab. Lig. Schin, Ha und Mim Initialform                                                        |
| U+FD69 (64873) | ﵩ               | anderer Buchstabe, Silbe oder Ideogramm | arabischer Buchstabe      | ARABIC LIGATURE SHEEN WITH JEEM WITH YEH FINAL FORM                                 | Arab. Lig. Schin, Dschim und Ya Finalform                                                       |
| U+FD6A (64874) | ﵪ               | anderer Buchstabe, Silbe oder Ideogramm | arabischer Buchstabe      | ARABIC LIGATURE SHEEN WITH MEEM WITH KHAH FINAL FORM                                | Arab. Lig. Schin, Mim und Cha Finalform                                                         |
| U+FD6B (64875) | ﵫ               | anderer Buchstabe, Silbe oder Ideogramm | arabischer Buchstabe      | ARABIC LIGATURE SHEEN WITH MEEM WITH KHAH INITIAL FORM                              | Arab. Lig. Schin, Mim und Cha Initialform                                                       |
| U+FD6C (64876) | ﵬ               | anderer Buchstabe, Silbe oder Ideogramm | arabischer Buchstabe      | ARABIC LIGATURE SHEEN WITH MEEM WITH MEEM FINAL FORM                                | Arab. Lig. Schin, Mim und Mim Finalform                                                         |
| U+FD6D (64877) | ﵭ               | anderer Buchstabe, Silbe oder Ideogramm | arabischer Buchstabe      | ARABIC LIGATURE SHEEN WITH MEEM WITH MEEM INITIAL FORM                              | Arab. Lig. Schin, Mim und Mim Initialform                                                       |
| U+FD6E (64878) | ﵮ               | anderer Buchstabe, Silbe oder Ideogramm | arabischer Buchstabe      | ARABIC LIGATURE DAD WITH HAH WITH ALEF MAKSURA FINAL FORM                           | Arab. Lig. Dad, Ha und Alif maqsura Finalform                                                   |
| U+FD6F (64879) | ﵯ               | anderer Buchstabe, Silbe oder Ideogramm | arabischer Buchstabe      | ARABIC LIGATURE DAD WITH KHAH WITH MEEM FINAL FORM                                  | Arab. Lig. Dad, Cha und Mim Finalform                                                           |
| U+FD70 (64880) | ﵰ               | anderer Buchstabe, Silbe oder Ideogramm | arabischer Buchstabe      | ARABIC LIGATURE DAD WITH KHAH WITH MEEM INITIAL FORM                                | Arab. Lig. Dad, Cha und Mim Initialform                                                         |
| U+FD71 (64881) | ﵱ               | anderer Buchstabe, Silbe oder Ideogramm | arabischer Buchstabe      | ARABIC LIGATURE TAH WITH MEEM WITH HAH FINAL FORM                                   | Arab. Lig. Ta, Mim und Ha Finalform                                                             |
| U+FD72 (64882) | ﵲ               | anderer Buchstabe, Silbe oder Ideogramm | arabischer Buchstabe      | ARABIC LIGATURE TAH WITH MEEM WITH HAH INITIAL FORM                                 | Arab. Lig. Ta, Mim und Ha Initialform                                                           |
| U+FD73 (64883) | ﵳ               | anderer Buchstabe, Silbe oder Ideogramm | arabischer Buchstabe      | ARABIC LIGATURE TAH WITH MEEM WITH MEEM INITIAL FORM                                | Arab. Lig. Ta, Mim und Mim Initialform                                                          |
| U+FD74 (64884) | ﵴ               | anderer Buchstabe, Silbe oder Ideogramm | arabischer Buchstabe      | ARABIC LIGATURE TAH WITH MEEM WITH YEH FINAL FORM                                   | Arab. Lig. Ta, Mim und Ya Finalform                                                             |
| U+FD75 (64885) | ﵵ               | anderer Buchstabe, Silbe oder Ideogramm | arabischer Buchstabe      | ARABIC LIGATURE AIN WITH JEEM WITH MEEM FINAL FORM                                  | Arab. Lig. Ain, Dschim und Mim Finalform                                                        |
| U+FD76 (64886) | ﵶ               | anderer Buchstabe, Silbe oder Ideogramm | arabischer Buchstabe      | ARABIC LIGATURE AIN WITH MEEM WITH MEEM FINAL FORM                                  | Arab. Lig. Ain, Mim und Mim Finalform                                                           |
| U+FD77 (64887) | ﵷ               | anderer Buchstabe, Silbe oder Ideogramm | arabischer Buchstabe      | ARABIC LIGATURE AIN WITH MEEM WITH MEEM INITIAL FORM                                | Arab. Lig. Ain, Mim und Mim Initialform                                                         |
| U+FD78 (64888) | ﵸ               | anderer Buchstabe, Silbe oder Ideogramm | arabischer Buchstabe      | ARABIC LIGATURE AIN WITH MEEM WITH ALEF MAKSURA FINAL FORM                          | Arab. Lig. Ain, Mim und Alif maqsura Finalform                                                  |
| U+FD79 (64889) | ﵹ               | anderer Buchstabe, Silbe oder Ideogramm | arabischer Buchstabe      | ARABIC LIGATURE GHAIN WITH MEEM WITH MEEM FINAL FORM                                | Arab. Lig. Ghain, Mim und Mim Finalform                                                         |
| U+FD7A (64890) | ﵺ               | anderer Buchstabe, Silbe oder Ideogramm | arabischer Buchstabe      | ARABIC LIGATURE GHAIN WITH MEEM WITH YEH FINAL FORM                                 | Arab. Lig. Ghain, Mim und Ya Finalform                                                          |
| U+FD7B (64891) | ﵻ               | anderer Buchstabe, Silbe oder Ideogramm | arabischer Buchstabe      | ARABIC LIGATURE GHAIN WITH MEEM WITH ALEF MAKSURA FINAL FORM                        | Arab. Lig. Ghain, Mim und Alif maqsura Finalform                                                |
| U+FD7C (64892) | ﵼ               | anderer Buchstabe, Silbe oder Ideogramm | arabischer Buchstabe      | ARABIC LIGATURE FEH WITH KHAH WITH MEEM FINAL FORM                                  | Arab. Lig. Fa, Cha und Mim Finalform                                                            |
| U+FD7D (64893) | ﵽ               | anderer Buchstabe, Silbe oder Ideogramm | arabischer Buchstabe      | ARABIC LIGATURE FEH WITH KHAH WITH MEEM INITIAL FORM                                | Arab. Lig. Fa, Cha und Mim Initialform                                                          |
| U+FD7E (64894) | ﵾ               | anderer Buchstabe, Silbe oder Ideogramm | arabischer Buchstabe      | ARABIC LIGATURE QAF WITH MEEM WITH HAH FINAL FORM                                   | Arab. Lig. Qaf, Mim und Ha Finalform                                                            |
| U+FD7F (64895) | ﵿ               | anderer Buchstabe, Silbe oder Ideogramm | arabischer Buchstabe      | ARABIC LIGATURE QAF WITH MEEM WITH MEEM FINAL FORM                                  | Arab. Lig. Qaf, Mim und Mim Finalform                                                           |
| U+FD80 (64896) | ﶀ               | anderer Buchstabe, Silbe oder Ideogramm | arabischer Buchstabe      | ARABIC LIGATURE LAM WITH HAH WITH MEEM FINAL FORM                                   | Arab. Lig. Lam, Ha und Mim Finalform                                                            |
| U+FD81 (64897) | ﶁ               | anderer Buchstabe, Silbe oder Ideogramm | arabischer Buchstabe      | ARABIC LIGATURE LAM WITH HAH WITH YEH FINAL FORM                                    | Arab. Lig. Lam, Ha und Ya Finalform                                                             |
| U+FD82 (64898) | ﶂ               | anderer Buchstabe, Silbe oder Ideogramm | arabischer Buchstabe      | ARABIC LIGATURE LAM WITH HAH WITH ALEF MAKSURA FINAL FORM                           | Arab. Lig. Lam, Ha und Alif maqsura Finalform                                                   |
| U+FD83 (64899) | ﶃ               | anderer Buchstabe, Silbe oder Ideogramm | arabischer Buchstabe      | ARABIC LIGATURE LAM WITH JEEM WITH JEEM INITIAL FORM                                | Arab. Lig. Lam, Dschim und Dschim Initialform                                                   |
| U+FD84 (64900) | ﶄ               | anderer Buchstabe, Silbe oder Ideogramm | arabischer Buchstabe      | ARABIC LIGATURE LAM WITH JEEM WITH JEEM FINAL FORM                                  | Arab. Lig. Lam, Dschim und Dschim Finalform                                                     |
| U+FD85 (64901) | ﶅ               | anderer Buchstabe, Silbe oder Ideogramm | arabischer Buchstabe      | ARABIC LIGATURE LAM WITH KHAH WITH MEEM FINAL FORM                                  | Arab. Lig. Lam, Cha und Mim Finalform                                                           |
| U+FD86 (64902) | ﶆ               | anderer Buchstabe, Silbe oder Ideogramm | arabischer Buchstabe      | ARABIC LIGATURE LAM WITH KHAH WITH MEEM INITIAL FORM                                | Arab. Lig. Lam, Cha und Mim Initialform                                                         |
| U+FD87 (64903) | ﶇ               | anderer Buchstabe, Silbe oder Ideogramm | arabischer Buchstabe      | ARABIC LIGATURE LAM WITH MEEM WITH HAH FINAL FORM                                   | Arab. Lig. Lam, Mim und Ha Finalform                                                            |
| U+FD88 (64904) | ﶈ               | anderer Buchstabe, Silbe oder Ideogramm | arabischer Buchstabe      | ARABIC LIGATURE LAM WITH MEEM WITH HAH INITIAL FORM                                 | Arab. Lig. Lam, Mim und Ha Initialform                                                          |
| U+FD89 (64905) | ﶉ               | anderer Buchstabe, Silbe oder Ideogramm | arabischer Buchstabe      | ARABIC LIGATURE MEEM WITH HAH WITH JEEM INITIAL FORM                                | Arab. Lig. Mim, Ha und Dschim Initialform                                                       |
| U+FD8A (64906) | ﶊ               | anderer Buchstabe, Silbe oder Ideogramm | arabischer Buchstabe      | ARABIC LIGATURE MEEM WITH HAH WITH MEEM INITIAL FORM                                | Arab. Lig. Mim, Ha und Mim Initialform                                                          |
| U+FD8B (64907) | ﶋ               | anderer Buchstabe, Silbe oder Ideogramm | arabischer Buchstabe      | ARABIC LIGATURE MEEM WITH HAH WITH YEH FINAL FORM                                   | Arab. Lig. Mim, Ha und Ya Finalform                                                             |
| U+FD8C (64908) | ﶌ               | anderer Buchstabe, Silbe oder Ideogramm | arabischer Buchstabe      | ARABIC LIGATURE MEEM WITH JEEM WITH HAH INITIAL FORM                                | Arab. Lig. Mim, Dschim und Ha Initialform                                                       |
| U+FD8D (64909) | ﶍ               | anderer Buchstabe, Silbe oder Ideogramm | arabischer Buchstabe      | ARABIC LIGATURE MEEM WITH JEEM WITH MEEM INITIAL FORM                               | Arab. Lig. Mim, Dschim und Mim Initialform                                                      |
| U+FD8E (64910) | ﶎ               | anderer Buchstabe, Silbe oder Ideogramm | arabischer Buchstabe      | ARABIC LIGATURE MEEM WITH KHAH WITH JEEM INITIAL FORM                               | Arab. Lig. Mim, Cha und Dschim Initialform                                                      |
| U+FD8F (64911) | ﶏ               | anderer Buchstabe, Silbe oder Ideogramm | arabischer Buchstabe      | ARABIC LIGATURE MEEM WITH KHAH WITH MEEM INITIAL FORM                               | Arab. Lig. Mim, Cha und Mim Initialform                                                         |
| U+FD92 (64914) | ﶒ               | anderer Buchstabe, Silbe oder Ideogramm | arabischer Buchstabe      | ARABIC LIGATURE MEEM WITH JEEM WITH KHAH INITIAL FORM                               | Arab. Lig. Mim, Dschim und Cha Initialform                                                      |
| U+FD93 (64915) | ﶓ               | anderer Buchstabe, Silbe oder Ideogramm | arabischer Buchstabe      | ARABIC LIGATURE HEH WITH MEEM WITH JEEM INITIAL FORM                                | Arab. Lig. Ha, Mim und Dschim Initialform                                                       |
| U+FD94 (64916) | ﶔ               | anderer Buchstabe, Silbe oder Ideogramm | arabischer Buchstabe      | ARABIC LIGATURE HEH WITH MEEM WITH MEEM INITIAL FORM                                | Arab. Lig. Ha, Mim und Mim Initialform                                                          |
| U+FD95 (64917) | ﶕ               | anderer Buchstabe, Silbe oder Ideogramm | arabischer Buchstabe      | ARABIC LIGATURE NOON WITH HAH WITH MEEM INITIAL FORM                                | Arab. Lig. Nun, Ha und Mim Initialform                                                          |
| U+FD96 (64918) | ﶖ               | anderer Buchstabe, Silbe oder Ideogramm | arabischer Buchstabe      | ARABIC LIGATURE NOON WITH HAH WITH ALEF MAKSURA FINAL FORM                          | Arab. Lig. Nun, Ha und Alif maqsura Finalform                                                   |
| U+FD97 (64919) | ﶗ               | anderer Buchstabe, Silbe oder Ideogramm | arabischer Buchstabe      | ARABIC LIGATURE NOON WITH JEEM WITH MEEM FINAL FORM                                 | Arab. Lig. Nun, Dschim und Mim Finalform                                                        |
| U+FD98 (64920) | ﶘ               | anderer Buchstabe, Silbe oder Ideogramm | arabischer Buchstabe      | ARABIC LIGATURE NOON WITH JEEM WITH MEEM INITIAL FORM                               | Arab. Lig. Nun, Dschim und Mim Initialform                                                      |
| U+FD99 (64921) | ﶙ               | anderer Buchstabe, Silbe oder Ideogramm | arabischer Buchstabe      | ARABIC LIGATURE NOON WITH JEEM WITH ALEF MAKSURA FINAL FORM                         | Arab. Lig. Nun, Dschim und Alif maqsura Finalform                                               |
| U+FD9A (64922) | ﶚ               | anderer Buchstabe, Silbe oder Ideogramm | arabischer Buchstabe      | ARABIC LIGATURE NOON WITH MEEM WITH YEH FINAL FORM                                  | Arab. Lig. Nun, Mim und Ya Finalform                                                            |
| U+FD9B (64923) | ﶛ               | anderer Buchstabe, Silbe oder Ideogramm | arabischer Buchstabe      | ARABIC LIGATURE NOON WITH MEEM WITH ALEF MAKSURA FINAL FORM                         | Arab. Lig. Nun, Mim und Alif maqsura Finalform                                                  |
| U+FD9C (64924) | ﶜ               | anderer Buchstabe, Silbe oder Ideogramm | arabischer Buchstabe      | ARABIC LIGATURE YEH WITH MEEM WITH MEEM FINAL FORM                                  | Arab. Lig. Ya, Mim und Mim Finalform                                                            |
| U+FD9D (64925) | ﶝ               | anderer Buchstabe, Silbe oder Ideogramm | arabischer Buchstabe      | ARABIC LIGATURE YEH WITH MEEM WITH MEEM INITIAL FORM                                | Arab. Lig. Ya, Mim und Mim Initialform                                                          |
| U+FD9E (64926) | ﶞ               | anderer Buchstabe, Silbe oder Ideogramm | arabischer Buchstabe      | ARABIC LIGATURE BEH WITH KHAH WITH YEH FINAL FORM                                   | Arab. Lig. Ba, Cha und Ya Finalform                                                             |
| U+FD9F (64927) | ﶟ               | anderer Buchstabe, Silbe oder Ideogramm | arabischer Buchstabe      | ARABIC LIGATURE TEH WITH JEEM WITH YEH FINAL FORM                                   | Arab. Lig. Ta, Dschim und Ya Finalform                                                          |
| U+FDA0 (64928) | ﶠ               | anderer Buchstabe, Silbe oder Ideogramm | arabischer Buchstabe      | ARABIC LIGATURE TEH WITH JEEM WITH ALEF MAKSURA FINAL FORM                          | Arab. Lig. Ta, Dschim und Alif maqsura Finalform                                                |
| U+FDA1 (64929) | ﶡ               | anderer Buchstabe, Silbe oder Ideogramm | arabischer Buchstabe      | ARABIC LIGATURE TEH WITH KHAH WITH YEH FINAL FORM                                   | Arab. Lig. Ta, Cha und Ya Finalform                                                             |
| U+FDA2 (64930) | ﶢ               | anderer Buchstabe, Silbe oder Ideogramm | arabischer Buchstabe      | ARABIC LIGATURE TEH WITH KHAH WITH ALEF MAKSURA FINAL FORM                          | Arab. Lig. Ta, Cha und Alif maqsura Finalform                                                   |
| U+FDA3 (64931) | ﶣ               | anderer Buchstabe, Silbe oder Ideogramm | arabischer Buchstabe      | ARABIC LIGATURE TEH WITH MEEM WITH YEH FINAL FORM                                   | Arab. Lig. Ta, Mim und Ya Finalform                                                             |
| U+FDA4 (64932) | ﶤ               | anderer Buchstabe, Silbe oder Ideogramm | arabischer Buchstabe      | ARABIC LIGATURE TEH WITH MEEM WITH ALEF MAKSURA FINAL FORM                          | Arab. Lig. Ta, Mim und Alif maqsura Finalform                                                   |
| U+FDA5 (64933) | ﶥ               | anderer Buchstabe, Silbe oder Ideogramm | arabischer Buchstabe      | ARABIC LIGATURE JEEM WITH MEEM WITH YEH FINAL FORM                                  | Arab. Lig. Dschim, Mim und Ya Finalform                                                         |
| U+FDA6 (64934) | ﶦ               | anderer Buchstabe, Silbe oder Ideogramm | arabischer Buchstabe      | ARABIC LIGATURE JEEM WITH HAH WITH ALEF MAKSURA FINAL FORM                          | Arab. Lig. Dschim, Ha und Alif maqsura Finalform                                                |
| U+FDA7 (64935) | ﶧ               | anderer Buchstabe, Silbe oder Ideogramm | arabischer Buchstabe      | ARABIC LIGATURE JEEM WITH MEEM WITH ALEF MAKSURA FINAL FORM                         | Arab. Lig. Dschim, Mim und Alif maqsura Finalform                                               |
| U+FDA8 (64936) | ﶨ               | anderer Buchstabe, Silbe oder Ideogramm | arabischer Buchstabe      | ARABIC LIGATURE SEEN WITH KHAH WITH ALEF MAKSURA FINAL FORM                         | Arab. Lig. Sin, Cha und Alif maqsura Finalform                                                  |
| U+FDA9 (64937) | ﶩ               | anderer Buchstabe, Silbe oder Ideogramm | arabischer Buchstabe      | ARABIC LIGATURE SAD WITH HAH WITH YEH FINAL FORM                                    | Arab. Lig. Sad, Ha und Ya Finalform                                                             |
| U+FDAA (64938) | ﶪ               | anderer Buchstabe, Silbe oder Ideogramm | arabischer Buchstabe      | ARABIC LIGATURE SHEEN WITH HAH WITH YEH FINAL FORM                                  | Arab. Lig. Schin, Ha und Ya Finalform                                                           |
| U+FDAB (64939) | ﶫ               | anderer Buchstabe, Silbe oder Ideogramm | arabischer Buchstabe      | ARABIC LIGATURE DAD WITH HAH WITH YEH FINAL FORM                                    | Arab. Lig. Dad, Ha und Ya Finalform                                                             |
| U+FDAC (64940) | ﶬ               | anderer Buchstabe, Silbe oder Ideogramm | arabischer Buchstabe      | ARABIC LIGATURE LAM WITH JEEM WITH YEH FINAL FORM                                   | Arab. Lig. Lam, Dschim und Ya Finalform                                                         |
| U+FDAD (64941) | ﶭ               | anderer Buchstabe, Silbe oder Ideogramm | arabischer Buchstabe      | ARABIC LIGATURE LAM WITH MEEM WITH YEH FINAL FORM                                   | Arab. Lig. Lam, Mim und Ya Finalform                                                            |
| U+FDAE (64942) | ﶮ               | anderer Buchstabe, Silbe oder Ideogramm | arabischer Buchstabe      | ARABIC LIGATURE YEH WITH HAH WITH YEH FINAL FORM                                    | Arab. Lig. Ya, Ha und Ya Finalform                                                              |
| U+FDAF (64943) | ﶯ               | anderer Buchstabe, Silbe oder Ideogramm | arabischer Buchstabe      | ARABIC LIGATURE YEH WITH JEEM WITH YEH FINAL FORM                                   | Arab. Lig. Ya, Dschim und Ya Finalform                                                          |
| U+FDB0 (64944) | ﶰ               | anderer Buchstabe, Silbe oder Ideogramm | arabischer Buchstabe      | ARABIC LIGATURE YEH WITH MEEM WITH YEH FINAL FORM                                   | Arab. Lig. Ya, Mim und Ya Finalform                                                             |
| U+FDB1 (64945) | ﶱ               | anderer Buchstabe, Silbe oder Ideogramm | arabischer Buchstabe      | ARABIC LIGATURE MEEM WITH MEEM WITH YEH FINAL FORM                                  | Arab. Lig. Mim, Mim und Ya Finalform                                                            |
| U+FDB2 (64946) | ﶲ               | anderer Buchstabe, Silbe oder Ideogramm | arabischer Buchstabe      | ARABIC LIGATURE QAF WITH MEEM WITH YEH FINAL FORM                                   | Arab. Lig. Qaf, Mim und Ya Finalform                                                            |
| U+FDB3 (64947) | ﶳ               | anderer Buchstabe, Silbe oder Ideogramm | arabischer Buchstabe      | ARABIC LIGATURE NOON WITH HAH WITH YEH FINAL FORM                                   | Arab. Lig. Nun, Ha und Ya Finalform                                                             |
| U+FDB4 (64948) | ﶴ               | anderer Buchstabe, Silbe oder Ideogramm | arabischer Buchstabe      | ARABIC LIGATURE QAF WITH MEEM WITH HAH INITIAL FORM                                 | Arab. Lig. Qaf, Mim und Ha Initialform                                                          |
| U+FDB5 (64949) | ﶵ               | anderer Buchstabe, Silbe oder Ideogramm | arabischer Buchstabe      | ARABIC LIGATURE LAM WITH HAH WITH MEEM INITIAL FORM                                 | Arab. Lig. Lam, Ha und Mim Initialform                                                          |
| U+FDB6 (64950) | ﶶ               | anderer Buchstabe, Silbe oder Ideogramm | arabischer Buchstabe      | ARABIC LIGATURE AIN WITH MEEM WITH YEH FINAL FORM                                   | Arab. Lig. Ain, Mim und Ya Finalform                                                            |
| U+FDB7 (64951) | ﶷ               | anderer Buchstabe, Silbe oder Ideogramm | arabischer Buchstabe      | ARABIC LIGATURE KAF WITH MEEM WITH YEH FINAL FORM                                   | Arab. Lig. Kaf, Mim und Ya Finalform                                                            |
| U+FDB8 (64952) | ﶸ               | anderer Buchstabe, Silbe oder Ideogramm | arabischer Buchstabe      | ARABIC LIGATURE NOON WITH JEEM WITH HAH INITIAL FORM                                | Arab. Lig. Nun, Dschim und Ha Initialform                                                       |
| U+FDB9 (64953) | ﶹ               | anderer Buchstabe, Silbe oder Ideogramm | arabischer Buchstabe      | ARABIC LIGATURE MEEM WITH KHAH WITH YEH FINAL FORM                                  | Arab. Lig. Mim, Cha und Ya Finalform                                                            |
| U+FDBA (64954) | ﶺ               | anderer Buchstabe, Silbe oder Ideogramm | arabischer Buchstabe      | ARABIC LIGATURE LAM WITH JEEM WITH MEEM INITIAL FORM                                | Arab. Lig. Lam, Dschim und Mim Initialform                                                      |
| U+FDBB (64955) | ﶻ               | anderer Buchstabe, Silbe oder Ideogramm | arabischer Buchstabe      | ARABIC LIGATURE KAF WITH MEEM WITH MEEM FINAL FORM                                  | Arab. Lig. Kaf, Mim und Mim Finalform                                                           |
| U+FDBC (64956) | ﶼ               | anderer Buchstabe, Silbe oder Ideogramm | arabischer Buchstabe      | ARABIC LIGATURE LAM WITH JEEM WITH MEEM FINAL FORM                                  | Arab. Lig. Lam, Dschim und Mim Finalform                                                        |
| U+FDBD (64957) | ﶽ               | anderer Buchstabe, Silbe oder Ideogramm | arabischer Buchstabe      | ARABIC LIGATURE NOON WITH JEEM WITH HAH FINAL FORM                                  | Arab. Lig. Nun, Dschim und Ha Finalform                                                         |
| U+FDBE (64958) | ﶾ               | anderer Buchstabe, Silbe oder Ideogramm | arabischer Buchstabe      | ARABIC LIGATURE JEEM WITH HAH WITH YEH FINAL FORM                                   | Arab. Lig. Dschim, Ha und Ya Finalform                                                          |
| U+FDBF (64959) | ﶿ               | anderer Buchstabe, Silbe oder Ideogramm | arabischer Buchstabe      | ARABIC LIGATURE HAH WITH JEEM WITH YEH FINAL FORM                                   | Arab. Lig. Ha, Dschim und Ya Finalform                                                          |
| U+FDC0 (64960) | ﷀ               | anderer Buchstabe, Silbe oder Ideogramm | arabischer Buchstabe      | ARABIC LIGATURE MEEM WITH JEEM WITH YEH FINAL FORM                                  | Arab. Lig. Mim, Dschim und Ya Finalform                                                         |
| U+FDC1 (64961) | ﷁ               | anderer Buchstabe, Silbe oder Ideogramm | arabischer Buchstabe      | ARABIC LIGATURE FEH WITH MEEM WITH YEH FINAL FORM                                   | Arab. Lig. Fa, Mim und Ya Finalform                                                             |
| U+FDC2 (64962) | ﷂ               | anderer Buchstabe, Silbe oder Ideogramm | arabischer Buchstabe      | ARABIC LIGATURE BEH WITH HAH WITH YEH FINAL FORM                                    | Arab. Lig. Ba, Ha und Ya Finalform                                                              |
| U+FDC3 (64963) | ﷃ               | anderer Buchstabe, Silbe oder Ideogramm | arabischer Buchstabe      | ARABIC LIGATURE KAF WITH MEEM WITH MEEM INITIAL FORM                                | Arab. Lig. Kaf, Mim und Mim Initialform                                                         |
| U+FDC4 (64964) | ﷄ               | anderer Buchstabe, Silbe oder Ideogramm | arabischer Buchstabe      | ARABIC LIGATURE AIN WITH JEEM WITH MEEM INITIAL FORM                                | Arab. Lig. Ain, Dschim und Mim Initialform                                                      |
| U+FDC5 (64965) | ﷅ               | anderer Buchstabe, Silbe oder Ideogramm | arabischer Buchstabe      | ARABIC LIGATURE SAD WITH MEEM WITH MEEM INITIAL FORM                                | Arab. Lig. Sad, Mim und Mim Initialform                                                         |
| U+FDC6 (64966) | ﷆ               | anderer Buchstabe, Silbe oder Ideogramm | arabischer Buchstabe      | ARABIC LIGATURE SEEN WITH KHAH WITH YEH FINAL FORM                                  | Arab. Lig. Sin, Cha und Ya Finalform                                                            |
| U+FDC7 (64967) | ﷇ               | anderer Buchstabe, Silbe oder Ideogramm | arabischer Buchstabe      | ARABIC LIGATURE NOON WITH JEEM WITH YEH FINAL FORM                                  | Arab. Lig. Nun, Dschim und Ya Finalform                                                         |
| U+FDF0 (65008) | ﷰ               | anderer Buchstabe, Silbe oder Ideogramm | arabischer Buchstabe      | ARABIC LIGATURE SALLA USED AS KORANIC STOP SIGN ISOLATED FORM                       | Arab. Lig. ?                                                                                    |
| U+FDF1 (65009) | ﷱ               | anderer Buchstabe, Silbe oder Ideogramm | arabischer Buchstabe      | ARABIC LIGATURE QALA USED AS KORANIC STOP SIGN ISOLATED FORM                        | Arab. Lig. ?                                                                                    |
| U+FDF2 (65010) | ﷲ               | anderer Buchstabe, Silbe oder Ideogramm | arabischer Buchstabe      | ARABIC LIGATURE ALLAH ISOLATED FORM                                                 | Arab. Lig. Allah isolierte Form                                                                 |
| U+FDF3 (65011) | ﷳ               | anderer Buchstabe, Silbe oder Ideogramm | arabischer Buchstabe      | ARABIC LIGATURE AKBAR ISOLATED FORM                                                 | Arab. Lig. Akbar isolierte Form                                                                 |
| U+FDF4 (65012) | ﷴ               | anderer Buchstabe, Silbe oder Ideogramm | arabischer Buchstabe      | ARABIC LIGATURE MOHAMMAD ISOLATED FORM                                              | Arab. Lig. Muhammad isolierte Form                                                              |
| U+FDF5 (65013) | ﷵ               | anderer Buchstabe, Silbe oder Ideogramm | arabischer Buchstabe      | ARABIC LIGATURE SALAM ISOLATED FORM                                                 | Arab. Lig. Salam isolierte Form                                                                 |
| U+FDF6 (65014) | ﷶ               | anderer Buchstabe, Silbe oder Ideogramm | arabischer Buchstabe      | ARABIC LIGATURE RASOUL ISOLATED FORM                                                | Arab. Lig. Rasul isolierte Form                                                                 |
| U+FDF7 (65015) | ﷷ               | anderer Buchstabe, Silbe oder Ideogramm | arabischer Buchstabe      | ARABIC LIGATURE ALAYHE ISOLATED FORM                                                | Arab. Lig. Alayhi isolierte Form                                                                |
| U+FDF8 (65016) | ﷸ               | anderer Buchstabe, Silbe oder Ideogramm | arabischer Buchstabe      | ARABIC LIGATURE WASALLAM ISOLATED FORM                                              | Arab. Lig. Wa-sallam isolierte Form                                                             |
| U+FDF9 (65017) | ﷹ               | anderer Buchstabe, Silbe oder Ideogramm | arabischer Buchstabe      | ARABIC LIGATURE SALLA ISOLATED FORM                                                 | Arab. Lig. Salla isolierte Form                                                                 |
| U+FDFA (65018) | ﷺ               | anderer Buchstabe, Silbe oder Ideogramm | arabischer Buchstabe      | ARABIC LIGATURE SALLALLAHOU ALAYHE WASALLAM                                         | Arab. Lig. Sallallahu alayhi wa-sallam                                                          |
| U+FDFB (65019) | ﷻ               | anderer Buchstabe, Silbe oder Ideogramm | arabischer Buchstabe      | ARABIC LIGATURE JALLAJALALOUHOU                                                     | Arab. Lig. Ǧalla ǧalālahū („Groß ist seine Herrlichkeit“, Eulogie nach der Nennung von „Allah“) |
| U+FDFC (65020) | ﷼               | Währungssymbol                          | arabischer Buchstabe      | RIAL SIGN                                                                           | Rial                                                                                            |
| U+FDFD (65021) | ﷽               | anderes Symbol                          | anderes neutrales Zeichen | ARABIC LIGATURE BISMILLAH AR-RAHMAN AR-RAHEEM                                       | Arab. Lig. Basmala                                                                              |